# 기독교의 역사
기독교의 역사(영어: history of Christianity)는 예수 시대에서부터 오늘날까지 기독교의 형성과 전파, 발전 과정에서 나타난 사건들과 여러 교파로 나뉘어 있는 교회의 역사 등을 포함한다.
기독교는 팔레스타인 지방에서 시작되어 시리아, 아시리아, 메소포타미아, 페니키아, 소아시아, 요르단, 이집트와 같은 근동 지방으로 퍼져나갔으며, 4세기 무렵에는 여러 국가의 국교로 자리잡았다. 아르메니아의 아르사시드 왕조에서는 301년에, 캅카스 이베리아는 319년에 기독교를 국교로 하였고 325년에는 악숨 왕국이, 로마 제국의 콘스탄틴 황제는 313년에 기독교를 공인하고 380년에는 테오도시우스 황제가 칙령을 반포하여 사실상 제국의 국교로 선포하였다.
그 후 391년에 이교적 행위를 전면 금지, 392년에는 로마제국 전역에서 기독교를 국교로 채택하였다. 대항해 시대 이후 기독교는 유럽과 근동을 벗어나 세계적인 종교가 되었다.

## 초기 기독교

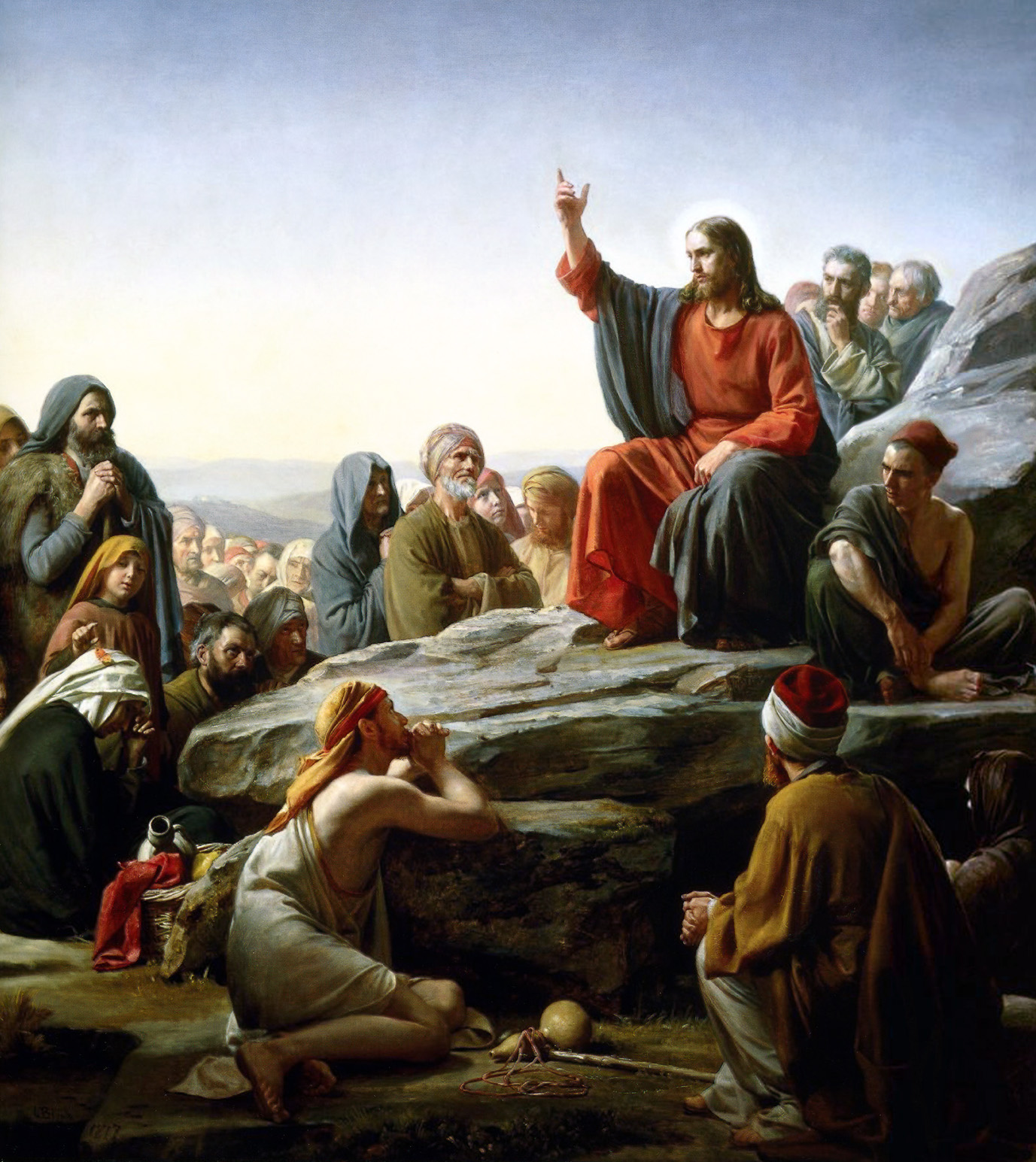
산상수훈. 19세기 카를 하인리히 블로흐의 작품

예수가 팔레스타인지역에서 사도와 함께 설교를 하며 군중을 이끌던 때와 예수의 죽음 이후 사도들이 교회를 이끌던 1세기 무렵부터 베드로, 바울과 같은 사도와 선지자들이 회중을 순회하고 다녔다. 따라서 일치된 신학도 없었고 매우 다양한 견해를 갖는 집단들로 나뉘어 있었다. 초기 기독교는 고대 그리스-로마 세계 곳곳으로 전파되었다.
사도들이 회중을 이끌었던 시기의 교회를 초대교회(Apostolic Church)라고 한다. 사도들이 부활한 예수의 가르침을 온 세상에 전하라는 대사명을 받았다고 여겨졌고, 이들은 예수의 지시에 따라 성령을 받기까지 10일간 지속적으로 예루살렘에서 기도했다고 하며, 성령을 받은 사건 이후 이들을 중심으로 신자수가 늘어나기 시작했다.. 이 사건을 기독교 교회들에서는 성령강림절(성령 강림 대축일)로 기념하고 있다.
초기 기독교인들은 유대인이었고, 자신들이 유대교와 다른 종교라고 생각하지도 않았다. 그러나, 사도행전 10장에 쓰인 것처럼 기독교인들은 유대인이 아닌 이방인에게도 문호를 개방하였고, 유대인의 선민사상에 부정적이었다. 사도행전 15장에서는 훗날 예루살렘 공의회라고 불리게 된 회의에서 유대인이 아닌 사람들에게 유대교의 율법을 강요할 수는 없다고 결정하면서, 우상 숭배의 금지, 목졸라 죽인 짐승의 고기를 먹거나 짐승의 피를 마시지 말것 정도 만을 지키도록 하였다고 기록하고 있다. 1세기에서 3세기에 이르는 시기 기독교와 유대교는 점차 서로 다른 교리와 집단을 갖는 별개의 조직으로 분화되었으며, 마침내 서로를 완전히 부정하기에 이르렀다.
당시로서는 전혀 새로운 종교인 기독교는 전파와 함께 박해를 받았다. 사도행전 7장 59절에는 스테파노가 유대교를 비난하였다는 이유로 돌을 던져 죽이는 형벌을 받았다고 기록하고 있으며, 12장 2절에는 대 야고보 역시 참수형을 당하였다고 기록하고 있다. 로마 제국은 64년부터 기독교를 박해하였는데, 로마의 역사가 타키투스는 《연대기》(Annales)에서, 네로 황제가 로마에 일어난 화재를 기독교인의 탓으로 돌리면서 박해가 시작되었다고 밝히고 있다. 그러나, 네로의 박해는 일시적인 것이었고, 그 후로도 3세기 무렵까지 로마 제국은 기독교를 특별히 엄단하지는 않았다. 이 시기 기독교가 황제 숭배를 거부했기 때문에 박해를 받았다는 것은 후대에 부풀려진 이야기이다. 3세기 무렵 기독교는 로마 제국 내의 민중들로부터 극심한 공격을 받았는데, 기독교인들이 도시의 수호신에게 경배하지 않는 것을 매우 무례한 행위로 여기거나, 도시에 재앙을 초래하는 무신론적인 태도라고 여겼기 때문이다. 그러나, 로마 제국의 팽창이 멈추고, 노예제, 빈부 격차 등 여러 사회적 문제가 심화되자 사람들은 새로운 사상을 받아들이게 되었다. 초기 기독교는 신 앞에 인간이 평등하다고 가르쳤고 새로운 공동체인 교회를 통하여 불안한 삶을 살던 민중을 위로하였던 것이다.

### 복음서
예수는 자신의 행적을 글로 남긴 적이 없다. 초기 기독교 시기에 전승되어 온 예수의 행적을 모아 다양한 복음서들이 제작되었다. 성서 연구자들은 기원후 70년 무렵 마르코 복음서가 제일 먼저 만들어지고, 이후에 이를 바탕으로 마태오 복음서와 루가 복음서가 만들어졌다고 추측한다. 이 때문에 이들 세 복음서는 요한 복음서와 달리 서로 비슷한 내용들로 구성되어 있어 공관 복음서라고 불린다.
초기 기독교는 특별한 교단이나 교리가 없는 상황이었기 때문에 다양한 관점에서 예수의 생애와 가르침이 기록되었다. 캐나다 리자이나 대학교 비교종교학 명예교수 오강남은 공관 복음서와는 달리 영성을 강조한 요한 복음서나 정경으로 채택되지 않은 도마 복음서는 영지주의의 영향을 받아 제작되었다고 본다 복음서들은 당시의 기독교인들이 주로 살았던 근동 일대의 공용어였던 고대 그리스어의 방언의 일종인 코이네(koine, 공동)로 쓰였다. 2세기 중엽까지  비슷했으나 통일되지 않은 목록의 복음서와 다른 신약성서 문헌이 사용되었으나 마르키온의 구약제거와 일부 문헌의 사용 주장이 대두되어 전래되던 문헌 가운데 가장 중요한 7개를 정경으로 인정한 목록을 만들었다. 이 목록을 바탕으로 신약성경이 형성되었다. 그러나 신구약 정경에 어떠한 문헌을 정경으로 수록할 것인가에 대한 문제는 구약 부문에서 마르키온 당시부터 지금까지도 교파마다 의견이 다르다.

## 고대 후기의 기독교

### 로마 제국의 공인

고대의 기독교 전파지역
325년
600년

313년 콘스탄티누스 1세가 밀라노 칙령을 발표하여 기독교에 대한 박해를 중지하였다. 콘스탄티누스 1세의 어머니 헬레나는 기독교 신자였으며, 전해지는 이야기로는 콘스탄티누스 1세가 밀비우스 다리 전투 전날 꾼 꿈의 지시대로 병사의 방패에 카이 로()를 그린 후 전투에 승리하자 기독교를 믿게 되었다고 한다.
325년 콘스탄티누스 1세는 제1차 니케아 공의회를 열고 그 동안 다양한 사상으로 분화되어 있던 기독교의 교리를 정리하도록 하였다. 이 공의회에서는 단성설을 주장하는 아리우스파를 이단으로 규정하고, 니케아 신경을 채택하여 기독교의 기본 교리를 형성하였다. 콘스탄티누스 1세는 기독교를 통하여 정치력을 강화하고자 하였다. 324년에서 330년 사이 로마 제국은 수도를 비잔티움으로 옮기면서 새롭게 도시를 건설하여 콘스탄티노폴리스로 개칭하였다. 새로 지어진 건물 가운데에는 교회도 포함되어 있었다.
기독교가 공인되면서 신학의 집대성도 함께 이루어졌는데, 아우구스티누스, 나지안조스의 그레고리우스, 예루살렘의 키릴로스, 암브로시우스 등의 교부들이 대표적이다.

### 테살로니카 칙령
380년 2월 27일 테오도시우스 1세는 테살로니카 칙령을 선포하고 기독교를 로마 제국의 국교로 삼았다.

### 일곱 공의회

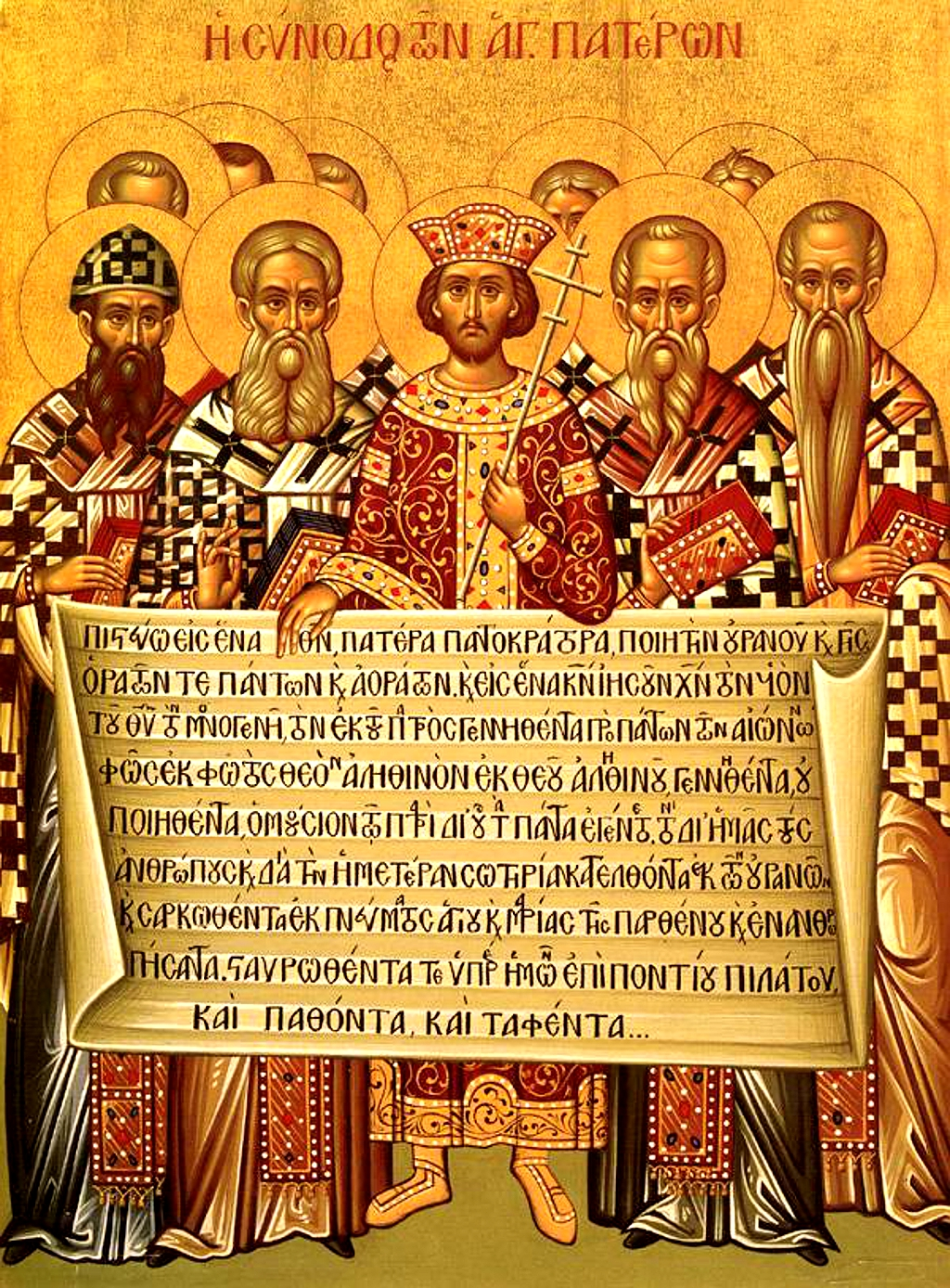
니케아 신경을 들고 있는 콘스탄티누스 1세와 주교들

325년에 열린 제1차 니케아 공의회부터 787년에 열린 제2차 니케아 공의회까지의 첫 일곱 공의회에서 기독교의 중요 신학적인 문제가 논의되었다. 공의회에 참석할 수 있는 사람들은 주교였는데, 이것은 4세기 이후 기독교가 교회 조직과 전례 등을 정비하였음을 보여준다. 한편, 초기의 일곱 공의회 이후 동서 교회의 분열이 일어나 동방 정교회는 제2차 니케아 공의회 이후에 로마 가톨릭교회가 개최한 공의회를 인정하지 않는다. 일곱 공의회의 주요 내용은 다음과 같다.
- 1. 제1차 니케아 공의회 (325년): "하느님의 아들"로서 예수는 영원전부터 존재했던 것이 아닌 피조물이라는 아리우스주의를 배격하고 니케아 신경을 작성했다. 결론적으로 삼위일체론이 공인되었다.
- 2. 제1차 콘스탄티노폴리스 공의회 (381년): 니케아 신경을 개정했다.
- 3. 에페소스 공의회 (431년): 사람으로서의 예수와 신으로서의 예수를 구분한 네스토리안주의를 배격하였다. 특히, 마리아의 위상에 있어서 성모 즉 신성이 있다고 공인하게 되었다.
- 4. 칼케돈 공의회 (451년): 예수에게는 신성 밖에 없었다는 단성설을 배격하고, 예수는 완전한 하느님이며, 사람이라는 칼케돈 신조를 작성하였다.
- 5. 제2차 콘스탄티노폴리스 공의회 (553년): 기존 공의회 결정들을 재확인하고 새로운 형태의 아리안주의, 네스토리안주의, 단성설을 정죄하였다.
- 6. 제3차 콘스탄티노폴리스 공의회 (680년) (681년): 단의론을 배격하고 그리스도에게 사람과 신으로서의 뜻이 다 있었다고 정하였다.
  - 트룰로 공의회[28] (692년): 제2·3차 콘스탄티노플 공의회와 관련된 교리가 아닌 구체적인 교회법 102개조 공포하였다.
- 7. 제2차 니케아 공의회 (787년): 성화상에 그려진 성인들에 대해 존경을 표시하는 것을 부활시켰다.

### 고대 후기 기독교의 분화
초기 일곱 번의 공의회 과정을 통해 보편교회주의가 만들어짐에 따라 이들과는 다른 신학을 가져 이단으로 배척된 교파들은 분화되어 서로 독자적인 전파와 발전 과정을 거치게 되었다. 제1차 니케아 공의회에서 아리우스파가 이단으로 배척된 이후에도, 칼케돈 공의회가 예수의 양성설을 공인하자 단성설을 주창한 콥트 교회, 아비시니아 교회, 야고보 교회, 아르메니아 사도교회는 가톨릭주의와 결별하여 독자적인 교단을 형성하였고, 689년의 콘스탄티노폴리스 종교회의에서 네스토리우스파가 이단으로 배척되자 아시리아 동방교회가 분리되었다. 아시리아 동방교회는 독자적인 선교를 통하여 당나라까지 기독교를 전파하여 경교(景敎)라는 이름으로 알려지게 되었다.

## 중세의 기독교

### 중세 초기의 동서 교회

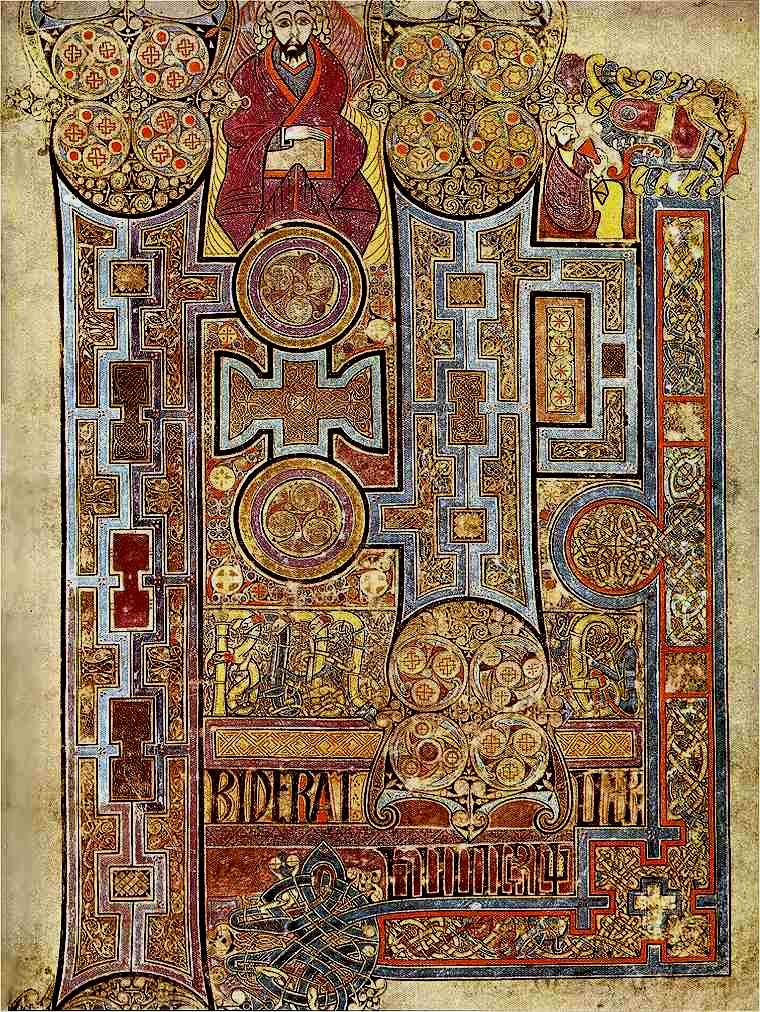
켈트 성경

중세 초기인 5세기에서 10세기까지 기독교 전파지역은 계속하여 넓어져 갔다. 서유럽과 북유럽에 기독교가 전파된 것도 이 쯤의 일이다.

#### 기독교의 서유럽 전파
기독교 전례에 따르면 기원후 423년 성 파트리치오가 아일랜드에 최초로 기독교를 전파한 것으로 전해진다. 5세기 후반에는 오늘날 프랑스와 독일, 오스트리아, 스위스, 이탈리아 북부 등의 서유럽 지역에 있었던 프랑크 왕국은 메로빙거 왕조의 시조인 클로비스 1세가 로마 가톨릭으로 개종한 후 다른 게르만족의 여러 부족들을 정복하면서 기독교도 같이 전파되었다. 앵글로색슨 칠왕국에 기독교가 전파된 것은 600년 경의 일로써 켈트족의 기독교 전파에 영향을 받은 것이다. 로마 가톨릭은 598년 아우구스티누스를 초대 캔터베리 대주교로 파견하였다.

#### 기독교의 북유럽 전파
820년대에서 830년대 초, 브레멘과 함부르크의 대주교였던 안스가르의 선교 사업으로 스칸디나비아반도의 바이킹들에게 기독교가 전파되기 시작하였다. 다른 지역과 달리 북유럽의 기독교 전파는 비교적 느린 속도로 진행되었지만, 기원후 1,000년 무렵에는 대부분의 지역이 기독교로 개종하였다.

#### 기독교의 동유럽 전파

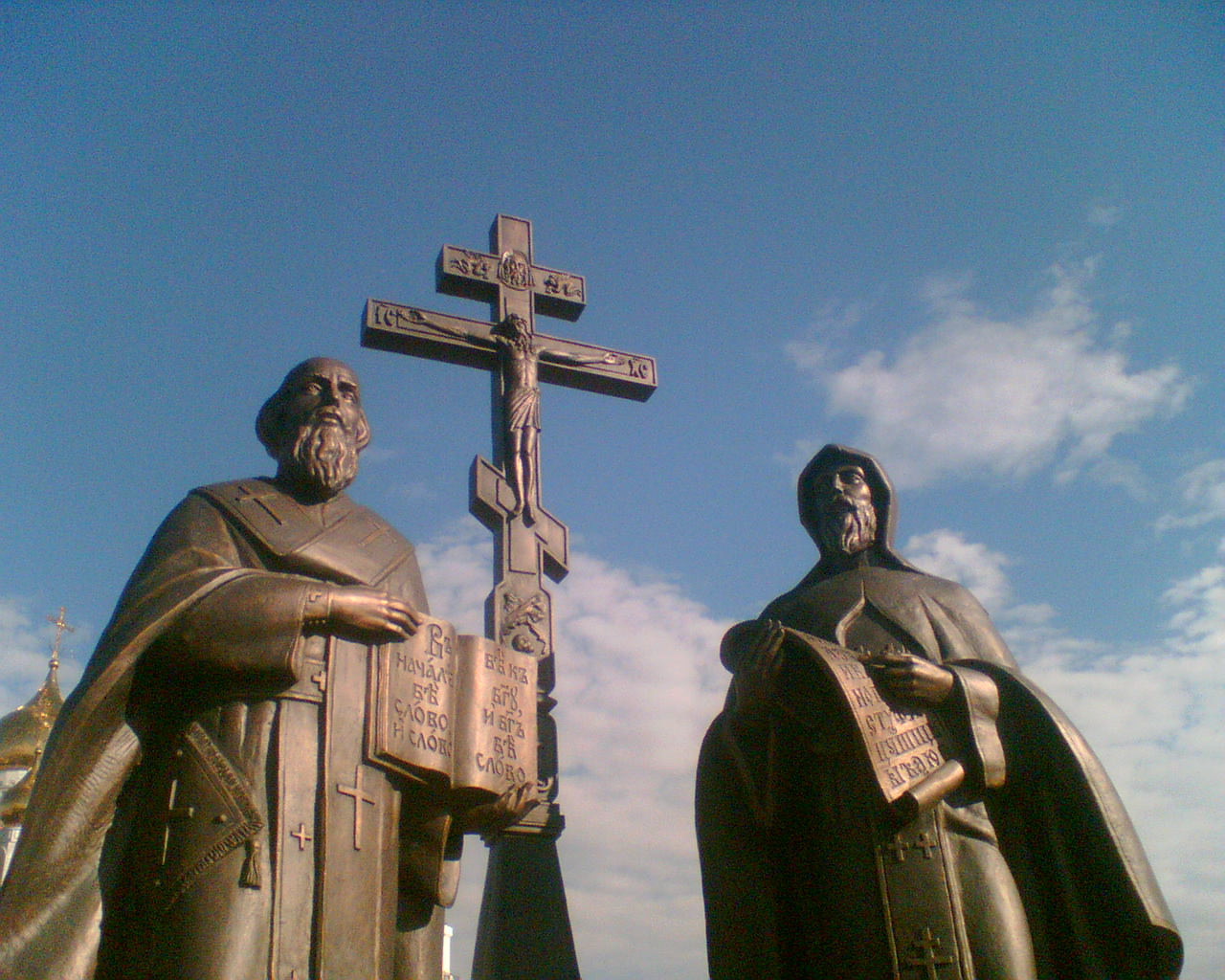
키릴로스와 메토디오스의 동상

동유럽의 슬라브족에게 기독교가 전파된 것은 9세기 무렵이다. 동방정교회의 키릴로스와 메토디오스 형제는 제1차 불가리아 제국과 대모라바 왕국 등의 동유럽 국가를 기독교로 개종시켰다. 이들의 선교활동은 동로마 제국 미카엘 3세의 후원을 받아 진행되었다. 키릴로스와 메토디오스는 선교를 위해 옛 교회 슬라브 문자를 만들어 성서의 내용을 슬라브어로 번역하였다. 이 문자가 키릴 문자의 기원이다.

#### 수도원 운동

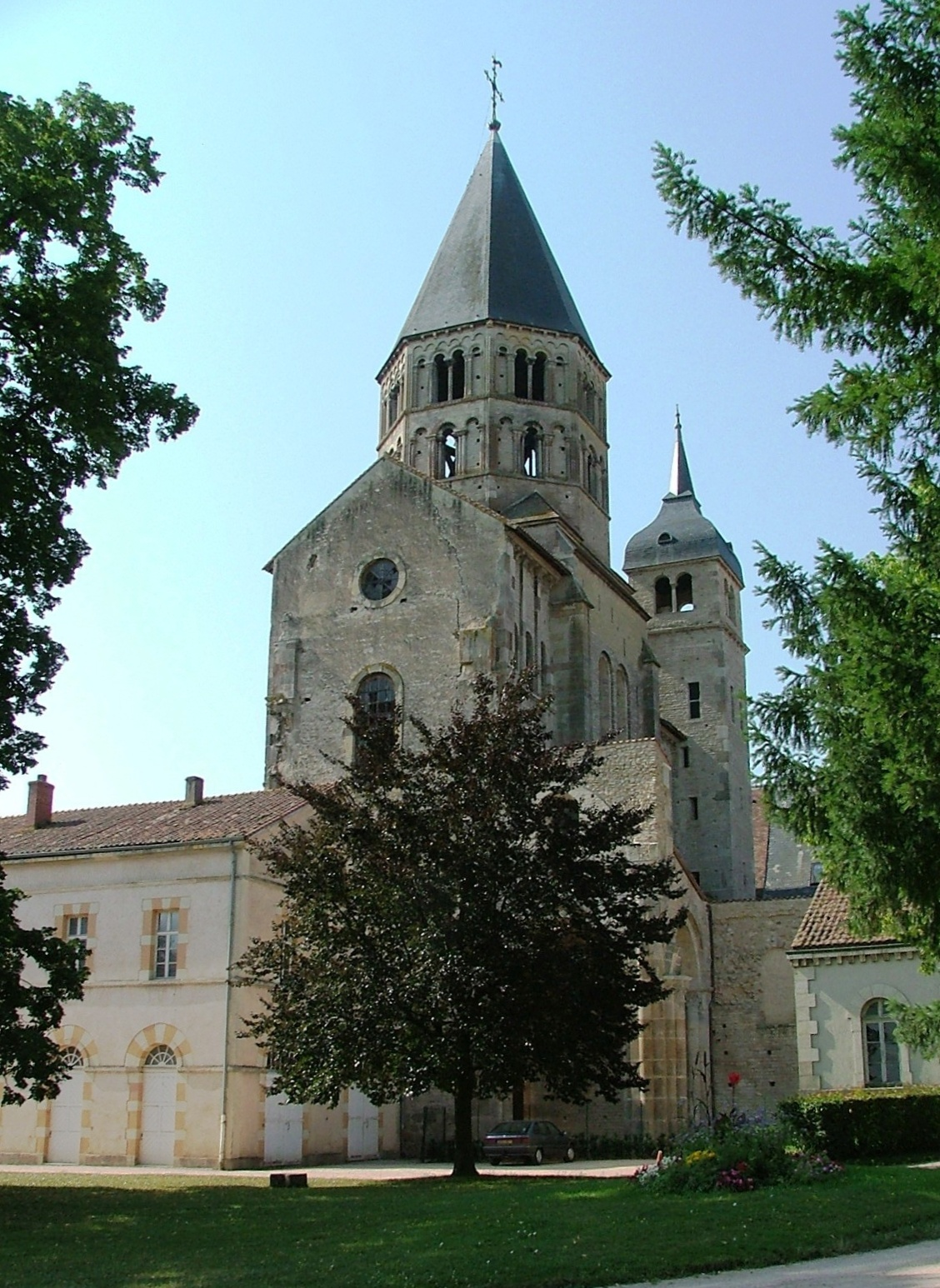
클뤼니 수도원의 성당

기독교의 전파와 함께 세속에서 독립하여 스스로 노동하며 묵상하는 수도원들이 유럽 곳곳에 들어섰다. 동방 교회에서는 305년에 안토니우스의 수도원이 세워졌고, 서유럽에서도 누르시아의 베네딕토가 530년 몬테카시노에 수도원을 만든 이후 많은 수도원이 세워졌다.
중세 전기 말까지 서방 문화는 주로 "수사 신부"라고 알려진 수도자들에 의해 보존되고 전해졌는데, 이들이 규칙(regula)을 따랐기 때문이다. 규칙은 기도, 경전 암송, 독신, 금식, 육체 노동, 자선을 통한 순결, 순명, 청빈을 포함했다.

첫 대문자를 장식한 15세기 소시간경 전례서(기도서)의 한 쪽

수도원들은 고아원과 여행객들을 위한 여관의 역할을 했으며, 궁핍한 이들을 위해 음식을 제공했다. 수도자들은 문해력을 증진시키고, 고전 예술과 창작을 연습했으며, 수도원 필사실과 도서관에서 고대 문헌을 필사하고 보존했다. 헌신적인 수도자들은 채식필사본을 만들었다. 6세기에서 8세기까지 대부분의 학교들은 수도원과 연결되어 있었지만, 문맹인 대중을 가르치기 위한 방법으로는 신비극, 토속적인 설교, 서사시 형태의 성인전, 그리고 예술 작품 등이 사용되기도 했다.
이 시기는 불확실한 시대였기에, 신성과 특별히 연결될 수 있는 능력을 지닌 성유물과 성인들의 역할이 점점 더 중요해졌다. 이러한 특별한 접근을 홍보하면서, 교회는 기부가 죽은 자를 위한 기도에 사용될 것이라고 약속함으로써 지속적인 재정적 자원을 확보했다. 수도원들은 점점 더 체계적으로 조직되었고, 점차 정치적·가족적 권위와는 별개의 독자적인 권위를 확립하며 사회사에 혁신을 일으켰다. 의료 행위도 매우 중요했으며, 중세 수도원은 공공 병원, 호스피스, 그리고 의학에 대한 기여로 가장 잘 알려져 있었다. 6세기의 성 베네딕토회칙은 광범위한 영향을 끼쳤다.
그러나, 시간이 지남에 따라 수도원은 봉건제에 편입되어 그 자체로 영지를 가진 권력 기구로 변해갔다. 각국의 국왕들은 수도원에 봉지를 하사하는 대신 수도원장의 임명권을 행사하여 교회를 자신의 영향 아래 두고자 하였다. 910년 아퀴텐 공 기욤은 클뤼니 수도원을 만들고 이를 베네딕도회의 엄한 계율을 따르는 교황 직속의 수도원으로 삼았다. 클뤼니 수도원은 수도원장을 자율 선거에 의해 추대하였고, 교구 주교로부터도 독립적이었다. 클뤼니 수도원의 성공이후 이를 본딴 수도원 개혁 운동이 일어났다.

### 동서 교회의 분열
로마 제국 말기 서쪽의 서방교회인 로마교회와 동쪽의 동방교회인 콘스탄티노폴리스 교회, 예루살렘 교회, 안디옥 교회, 알렉산드리아 교회는 점차 분열의 조짐을 보여왔다. 원래는 로마지역 교회의 대주교인 로마교회 교황은 대주교들에 대한 존칭이었을 뿐인 이 용어를 절대적 의미로 변화시켰다. 로마교회 대주교 자신이 베드로의 후임으로서 산 조반니 인 라테라노 대성전의 주교이며, 이는 모든 주교들에 대해 수좌(首座)로서의 권리를 갖는다고 천명하였다. 이와 함께 신학적으로 5세기 무렵 기독교는 대주교들이 이끄는 교구들로 이루어져 있었으며 콘스탄티노폴리스의 대주교는 모든 지역의 주교들의 대표를 겸하고 있었기 때문에 로마 대주교의 이러한 주장에 반대하였다. 그러나, 교황 레오 1세는 이 땅에서 베드로가 그리스도의 대표이기 때문에 교황은 베드로의 직접적인 계승자로서 모든 사도들의 머리라고 선언하고 자신의 관할하에 있던 서유럽과 북유럽에 선교사를 파견하고 직접 주교를 임명하였다. 동서 교회는 이 때부터 사실상 별개의 교회로 분할되었고, 이전의 대주교에 대한 존칭인 교황은 명목상 명칭에 불과하였던 것을 레오 1세는 서방교회의 실질적인 국가로 대규모 국토와 백성을 거느린 봉건제 황제 자격의 교황이 되었다.
레오 1세는 아틸라와 담판을 지어 로마를 지켰고, 이후 반달족의 침입으로부터도 시민의 안전을 지켜 로마의 민중들로부터 지지를 받게 되었다. 서 로마가 멸망한 뒤 동로마 제국은 서유럽 지역에 대한 지배력을 상실하였기 때문에 로마 가톨릭은 서유럽의 여러 국가와 민족을 아우를 수 있는 단일한 조직으로 자리를 잡았다. 뿐만아니라 프랑코 왕국의 피핀 3세가 교황령을 기증한 뒤, 교황청은 실제 영토를 가진 국가가 되었다.
이렇게 서로 다른 교회 조직과 지역으로 나뉘게 된 동서 교회는 점차 서로에 대한 주도권을 잡고자 하였다. 신학적인 문제에서는 삼위일체의 한 축을 이루는 성령에 대해 동방정교회가 381년 독자적인 공의회를 열어 “성령은 아버지로부터 나왔으며 아버지와 아들과 함께 예배를 받고 영광을 받으실 분”이라는 내용을 니케아 신경에 삽입하자, 성령이 성부와 성자 모두에게서 나왔다는 아우구스티누스의 삼위일체론을 따르던 로마 가톨릭은 이를 인정하지 않았다. 필리오케 문제라고 불린 이 문제는 동서교회 분열의 주요 원인이 되었다. 영국의 종교학자 캐런 암스트롱은 필리오케 문제는 서로간에 타협할 수 없는 근본적인 신학적 차이라고 보기는 어렵지만 십자군 전쟁을 비롯한 여러 갈등의 증폭때문에 결국 해결이 불가능하였다고 설명하고 있다.
867년 비잔틴 황제 미카엘 3세의 섭정이던 바르다스가 포티우스를 콘스탄티노폴리스의 대주교로 임명하였지만, 로마 교황은 이를 인정하지 않는 일이 벌어진다. 그 뒤로 동서 교회는 사실상 별개의 교회로 있는 채 마지 못해 서로를 인정할 뿐이었다. 이후 1054년 동서 교회는 서로를 상호 파문하였다.

### 서임권 투쟁

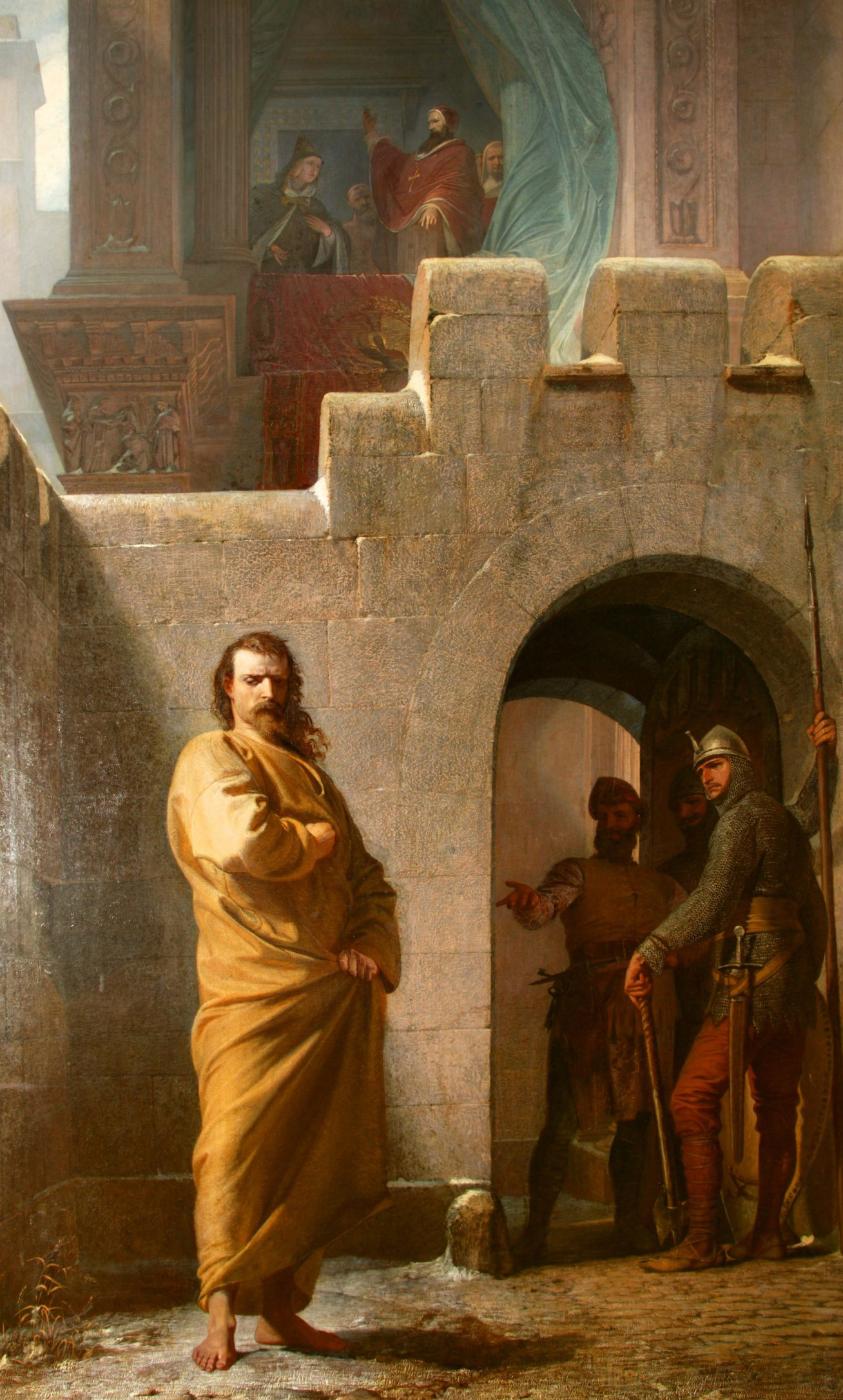
카노사 성에서 용서를 구하는 하인리히 4세

11세기 말에서 12세기 초에 로마 교황과 신성 로마 제국 황제는 성직임명권을 놓고 서임권 투쟁을 벌였다. 로마 가톨릭의 성직은 교황이 임명하는 것이 원칙이었으나 중세 초기부터 서유럽의 국왕들과 신성 로마 제국의 황제들은 주교나 수도원장을 임명하여왔다. 주교와 수도원장은 대성당이나 수도원에 따르는 봉지를 갖고 있었기 때문에 서임과 동시에 군주의 봉신이 되기도 하였기 때문이다.
교황 그레고리오 7세는 1075년 그레고리오 개혁을 발표하고, 세속인의 교회 고위직 서임을 더욱 엄격히 규제하며 교구에 대한 모든 권리를 세속의 군주로부터 되찾아 올 것을 천명하였다. 신성 로마 제국의 하인리히 4세는 그레고리오의 개혁에 반대하는 의미로 자신의 가신을 밀라노의 주교로 임명하였다. 이러한 행동에 격분한 그레고리오 7세는 하인리히 4세를 파문하였다.
당시 신성 로마 제국의 황제는 선제후가 추대한 독일의 군주에 대해 로마 가톨릭의 교황이 축성하여 대관식이 이루어지고 있었기 때문에, 교황의 파문은 사실상 하인리히 4세의 지위에 대한 부정과 같은 의미였다. 신성로마제국 내의 선제후들은 하인리히 4세가 그레고리오 7세에게 파문을 취소해 주도록 간청하라고 주장하며 하인리히에 반기를 들고 새 황제를 뽑을 움직임을 보였다. 1077년 겨울, 하인리히는 알프스의 카노사에서 회개의 뜻으로 거친 옷을 입고 성문 앞에서 2일간 기다리며 선처를 구하여 간신히 파문을 철회받았다. 카노사의 굴욕으로 불리는 이 사건으로 성직의 서임권은 교황에게 있다는 것이 확고하게 되었고, 하인리히 4세에 대해 반기를 든 선제후들로 인해 신성 로마 제국은 내전에 빠졌다.
1084년 하인리히 4세는 내전에서 승리한 후 대립교황을 세워 그로부터 황제권을 인정받은 뒤 로마를 점령하고 그레고리오 7세를 폐위시켜 설욕하였지만, 카노사의 굴욕 이후 200여 년간 로마 가톨릭의 교황은 서유럽에서 가장 강력한 권위로서 군림하여, “교황은 해, 황제는 달”이라는 말이 나왔다.
1122년 교황 갈리스토 2세와 신성 로마 제국의 하인리히 5세가 보름스 협약을 채결하여 서임권에 대한 타협이 이루어졌다. 국왕은 주교에게 지팡이와 반지를 수여하는 종교적 의식을 포기하는 대신 주교가 통치하는 지역에 대한 정치적 권리를 부여하는 홀을 하사하기로 한 것이다. 이는 서임권에 대한 교황의 승리로 평가되고 있다.

### 십자군 전쟁

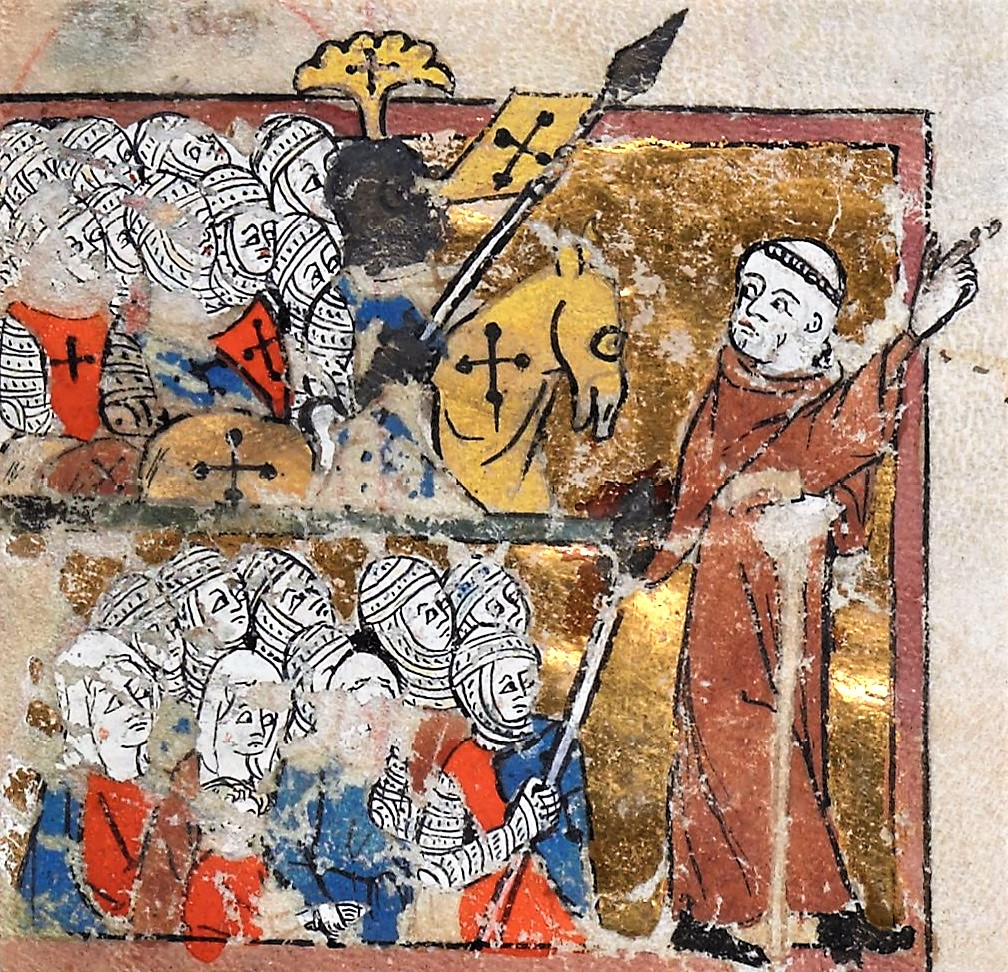
군중 십자군을 이끄는 피에르.
중세 시기 제작된 작가 미상의 그림

중세 초기 지중해를 둘러싼 유럽과 서아시아, 그리고 북아프리카는 큰 격랑에 놓여 있었다. 이슬람의 등장이후 우마이야 왕조는 다마스커스를 수도로 삼는 한편 북아프리카를 거쳐 이베리아반도를 점령하였고, 우마이야 왕조 이후에도 아바스 왕조와 파티마 왕조가 아랍 세계의 맹주로서 자리잡았다. 한편, 동서 교회의 분열 이후 로마 가톨릭은 동방정교회를 해체하여 흡수하고자 하였고, 당시 이슬람교가 기독교에 대해 관용적인 정책을 취하며 성지 순례를 허용하고 있었음에도 성지 탈환을 명목으로 십자군을 일으켰다. 그러나, 이는 명분일 뿐 실재 십자군 전쟁은 참여 세력간의 주도권 확보, 동방 교회에 대한 정복 등 다양한 목적을 위해 이루어졌다. 제4차 십자군은 목표였던 이집트 대신 콘스탄티노폴리스를 함락하고 동로마 제국을 점령하여 라틴 제국을 세웠다.
로마 가톨릭은 동로마 제국의 알렉시오스 1세가 파티마 왕조와의 전쟁에 도움을 청하자 이를 명분으로 십자군 전쟁을 시작하였다. 예루살렘 탈환을 목적으로 한 십자군 전쟁 이외에도 알비 십자군이나 북방 십자군과 같이 유럽 내에서 진행된 것도 있었다. 이들의 공통점은 로마 가톨릭교회가 무력을 사용하여 교회의 우위를 확보하고자 하였다는 것이다. 십자군은 성지를 회복하자는 교회의 요청에 서유럽의 많은 세력들이 동참한 것이었으나, 참여한 사람들의 실제 동기는 다양하였다. 많은 사람들은 부유한 동방에 가서 한 몫 잡기를 위해 십자군에 참가하였고, 실제 1096년 기층 민중을 중심으로 결성되어 제일 먼저 출발한 군중 십자군은 “거지 십자군”으로 불렸다.
십자군은 예루살렘과 다마스커스, 안티오크 등을 점령하고 십자군 국가를 세우기도 하였으나, 살라딘과 같은 이슬람 군주들에 의해 결국 팔레스타인 지방에서 축출되었다. 십자군 전쟁의 실패로 성당 기사단, 몰타 기사단과 같은 기사 집단은 정치적 영향력을 상실하게 되었고, 서유럽의 여러 나라들은 군주를 중심으로한 봉건 왕국으로서 성장하게 되었다.

### 콘스탄티노폴리스 함락과 동방교회의 변화

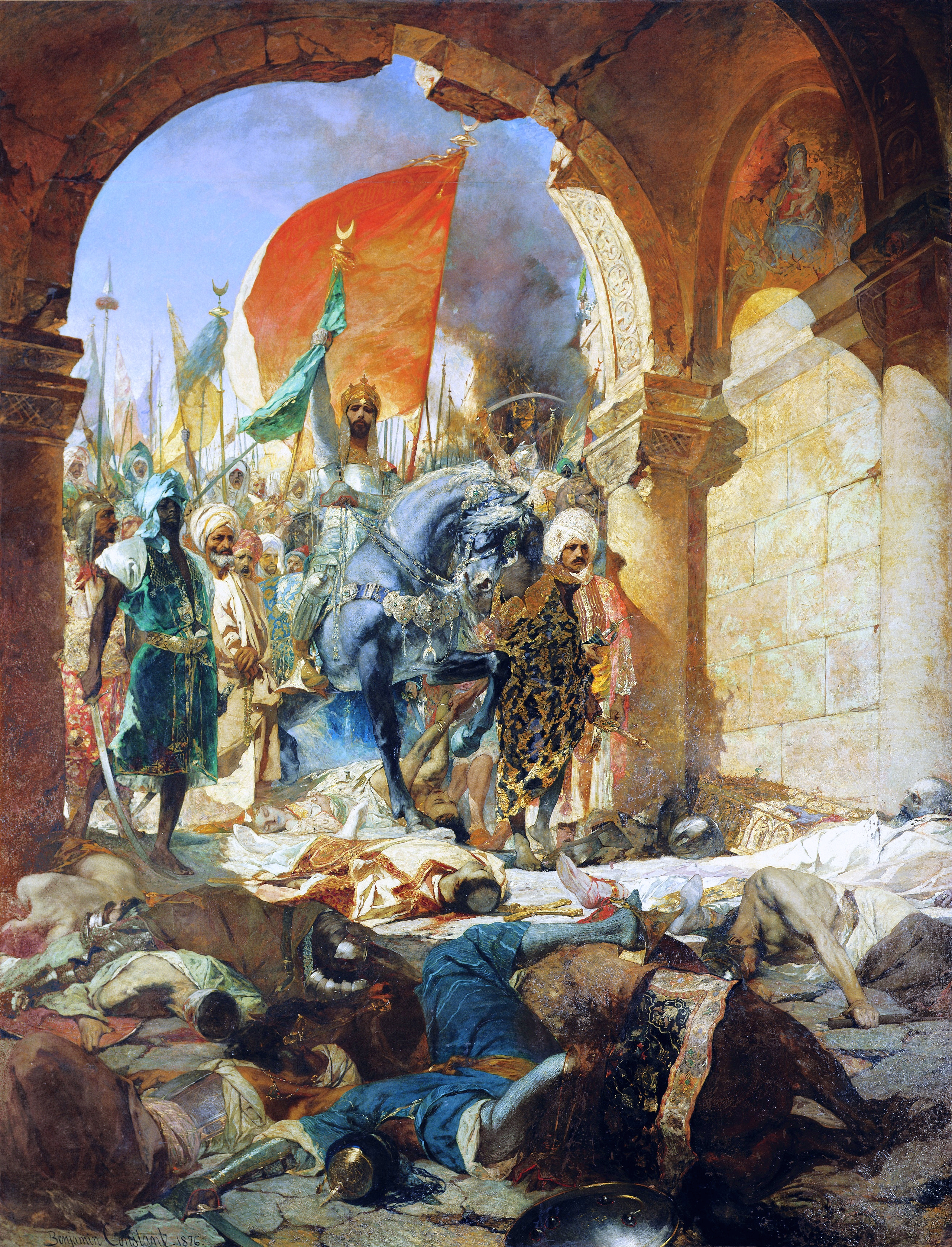
메흐메트 2세의 입성. 19세기 프랑스 화가 장조세프 벤자민-콘스탕스의 작품

라틴 제국이 콘스탄티노폴리스를 점령한 이 후 동로마 제국의 영토는 크고 작은 국가로 분할되었고, 각 국은 저마다 동로마 제국의 계승자임을 자처하였다. 이 시기에 동안에도 투르크 세력은 아시아의 옛 로마 영토를 점령해 나갔고, 동유럽에는 몽골 제국의 침입이 있었다. 이 때문에 실제 동로마의 문화와 제도를 이어받아 유지할 수 있었던 국가는 니케아 제국 정도였다.
십자군 전쟁이 끝난 뒤 십자군 국가는 하나 둘 멸망하였으며, 라틴 제국 역시 점차 수도인 콘스탄티노폴리스 인근에서만 영향력을 유지하는 상황에 처하게 되었다. 1261년 니케아 제국의 미카엘 8세는 동방정교회 성직자들의 지원을 받아 콘스탄티노폴리스를 수복하고 동로마제국의 재건을 선포하였다.
그러나 재건된 동로마 제국은 여러모로 취약하였다. 영토 확장을 위해 고용한 용병들은 제국 내 도시와 마을을 약탈하기 일쑤였고, 14세기에 들어서 오스만 제국은 발칸반도 대부분을 점령하였다. 동로마 제국은 로마 가톨릭과 서부 유럽 국가에 도움을 요청하였으나, 이들은 동방 교회가 로마 가톨릭으로 흡수되어야 한다고 주장할 뿐 실질적인 도움을 주지는 않았다. 1453년 5월 29일 콘스탄티노폴리스는 오스만 제국에 의해 함락되었고 오스만 제국의 술탄 메흐메트 2세는 도시 이름을 이스탄불로 개명하면서 제국의 새로운 수도로 삼았다.
메흐메트 2세는 꾸란의 가르침에 따라 종교에 대해 관용을 배풀어 이스탄불에 동방정교회 신도뿐만 아니라, 유대교와 로마 가톨릭 신자도 거주할 수 있도록 하였다.
동로마 제국의 멸망 후 동방정교회는 오스만 제국의 지배를 받는 콘스탄티노폴리스 총주교의 동방 교회와 모스크바 공국에 의해 분리된 러시아정교회로 분화되었다. 모스크바 공국의 이반 3세는 동로마 제국의 마지막 황제였던 콘스탄티노스 11세의 질녀였던 소피아와 결혼하였는데, 동로마 제국이 멸망한 뒤 이를 근거로 로마 제국의 정당한 계승자임을 선포하고 모스크바의 정교회 또한 동방정교회의 유일한 계승자임을 주장하였다. 이로써 동방정교회의 여러 교구들은 서로 독자적인 교회로서 남게되었다.

### 르네상스 시기의 기독교

#### 아비뇽 교황청

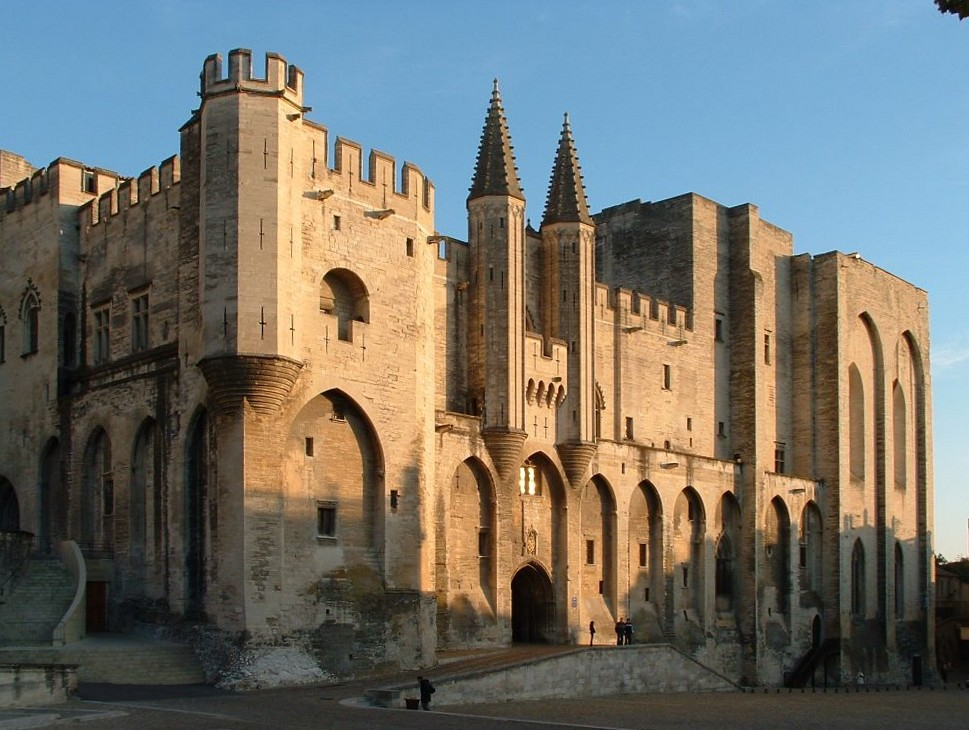
아비뇽 교황청

교황청은 세속의 군주에 대해 교권이 우위를 갖는다는 입장을 갖고 있었고, 교회의 칙령을 통해 서유럽 각국의 정치에 개입하였다. 1077년 신성 로마 제국의 하인리히 4세로부터 성직자의 임명권이 교황에게 있음을 확인받은 일은 교황의 위상을 확인한 사건이었다. 십자군 전쟁 기간 중에 교황청은 점차 서유럽의 정치·외교에 깊숙히 관여하게 되었다. 특히 알비 십자군은 교황이 카타리파를 이단으로 규정하여 파문한 이후 유럽 내의 영주를 축출한 사건으로 이 일을 통해 교황의 권위는 크게 강화되었다. 그러나, 십자군 전쟁이 실패로 돌아가자 교황의 권위 역시 실추되기 시작하였다.
1294년, 프랑스의 필리프 4세와 잉글랜드 왕국의 에드워드 1세가 전쟁을 하면서 성직자들에게 과세하자 교황 보니파시오 8세는 이를 금지시키는 칙령을 발표하였고 두 군주는 모두 교황의 칙령이 부당하다고 반발하게 되었다. 필리프 4세는 1302년 프랑스 최초의 삼부회를 열고 교황의 주장에 반대하여 자국의 성직자에게 세금을 부과하도록 하였다.
프랑스의 삼부회 이후 필리프 4세와 교황 보니파시오 8세 사이의 갈등은 점차 격화되었다. 필리프 4세는 1303년 자신의 부하들과 일부 신학자를 교황에게 보내 교황의 이단 혐의와 성직 매매에 대한 공의회에 출석할 것을 요구하였고, 보니파시오 8세가 이를 거절하자 구금하고 폭행하였다. 보니파시오 8세는 이 일로 사망하였고, 추기경들은 보르도 출신의 교황 클레멘스 5세를 새 교황으로 선출하였다. 클레멘스 5세는 로마로 가지 못하고 아비뇽에 머무르게 되었고, 로마 가톨릭은 이후 1377년까지 아비뇽 유수라 불리는 아비뇽 교황청 시기를 맞게 된다.

#### 서방 교회의 분열

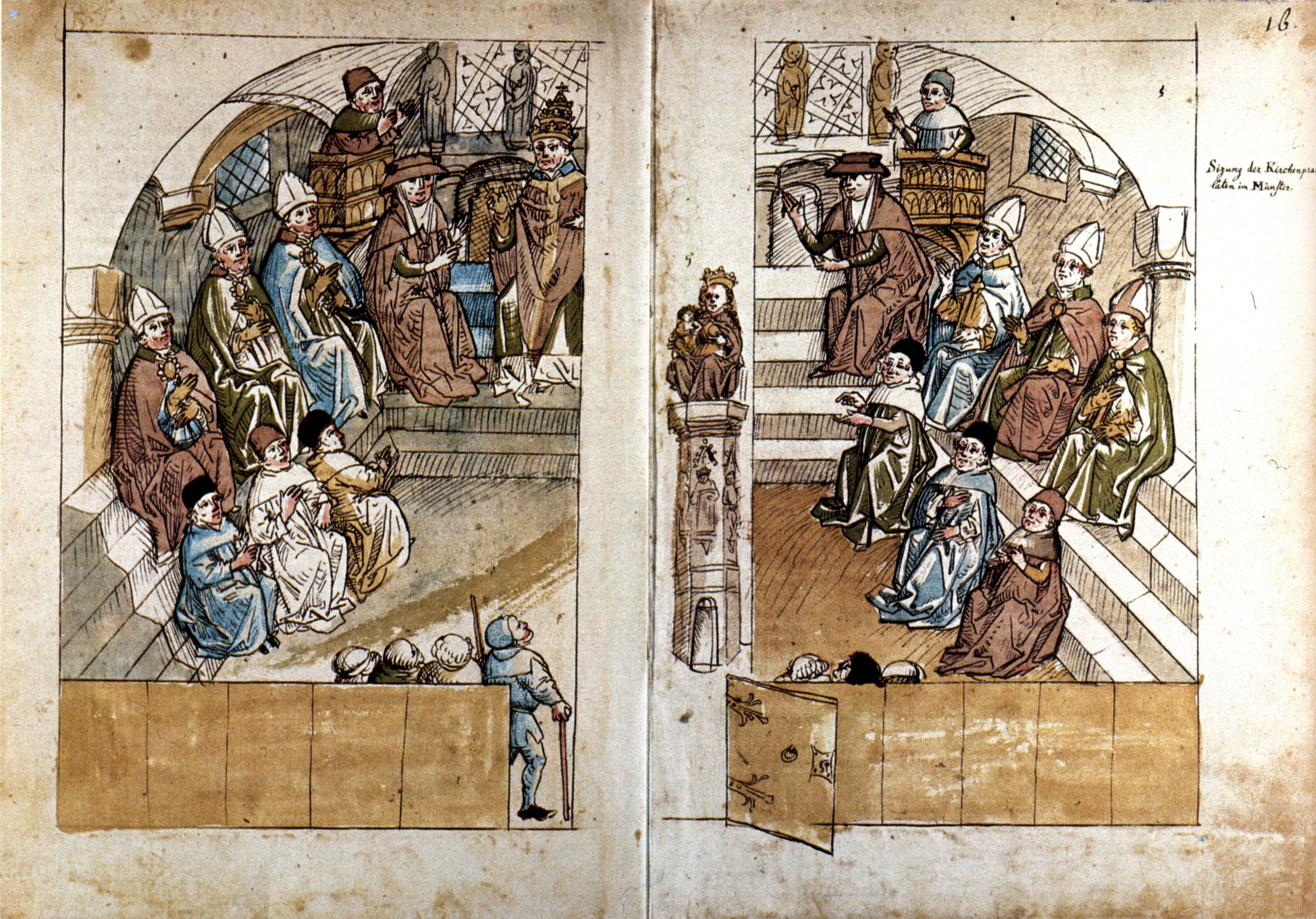
콘스탄츠 공의회

1377년 교황 그레고리오 11세가 로마로 귀환하면서, 아비뇽 유수기가 종료되었다. 1378년 그레고리오 11세가 선종하자 로마에서는 교황 우르바노 6세가 새 교황으로 선출된다. 하지만 프랑스의 추기경들은 이는 무효라고 선언하면서, 제네바 출신의 대립교황 클레멘스 7세를 대립교황으로 선출하였다. 이로써 로마와 아비뇽 양 쪽에서 교황이 존재하는 서방 교회의 분열이 1418년까지 이어지게 된다.
교회의 분열을 우려한 지식인들은 1409년 피사 공의회를 열어 아비뇽과 로마 양쪽 교황을 모두 인정하지 않고 제3의 교황을 세웠으나, 아비뇽과 로마 양측이 모두 피사 공의회를 부정하여 오히려 세 명의 교황이 난립하는 사태를 빚기도 하였다. 결국 신성 로마 제국의 황제 지기스문트가 콘스탄츠 공의회를 열어 세 명의 교황을 모두 폐위하고 교황 마르티노 5세를 새로운 교황으로 추대하여 서방 교회의 분열은 끝나게 되었지만, 교황의 권위는 전보다 크게 실추되고 말았다.

#### 존 위클리프와 얀 후스

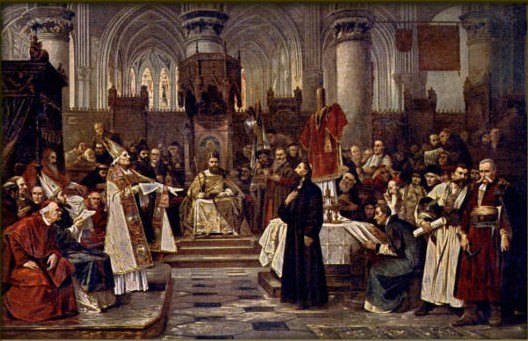
콘스탄스 회의에 참석한 얀 후스의 그림, 바크라프 브로직크 작품

존 위클리프(John Wycliffe, 1320년경 ~ 1384년)는 영국의 기독교 신학자이며 종교개혁가이다. 옥스퍼드 대학을 졸업하였으며, 1374년 교황이 납세 문제로 영국왕 에드워드 3세를 불러들였을 때 위클리프도 사절단으로 따라갔다. 그 후 교구장이 되어 로마 교황청의 부패를 탄핵하기 시작하였다. 교황 그레고리우스 11세로부터 이단이라는 비난을 받았으나, 계속해서 교황의 권력과 로마 가톨릭교회의 교리에 공격을 가하였다. 후에 종교 개혁 운동의 여러 원리는 모두 그의 교설 가운데서 싹텄다고 여겨지기도 하며 위클리프의 교설은 롤라드 즉 그를 따르는 사람들에 의해 각지에 퍼졌다. 민중에게 복음의 진리를 전하기 위해 라틴어로 된 성서를 영어로 번역하여 마침내 1382년에 완성하였다. 순교자 윌리암 틴데일에게 성경을 영어로 번역하는데 큰 영향을 주었다. 화체설을 반대하고(transubstantiation), 수도원제도를 비판하고 교황의 권위를 반대하였다. 얀 후스에게 큰 영향을 주었다.
얀 후스(Jan Hus, 1372년? ~ 1415년 7월 6일)는 체코 프리하의 기독교 신학자이며 종교개혁가이다. 그는 존 위클리프의 영향으로 성서를 믿음의 유일한 권위로 강조하는 복음주의적 성향을 보였으며, 로마 가톨릭 교회 지도자들의 부패를 비판하다가 1411년 대립교황 요한 23세에 의해 파문당했다. 콘스탄츠 공의회의 결정에 따라 1415년 화형에 처해졌다. 하지만 그가 화형당한 이후 그의 사상을 이어받은 사람들이 보헤미안 공동체라는 공동체를 만들고, 그의 주장은 마르틴 루터 등 알프스 이북의 종교개혁가들에게도 영향을 끼치게 된다. 현재에는 18세기 이후에 설립된 모라비아 교회 혹은 체코 개신교라는 명칭으로 명맥을 이어나가고 있다.

#### 인문주의

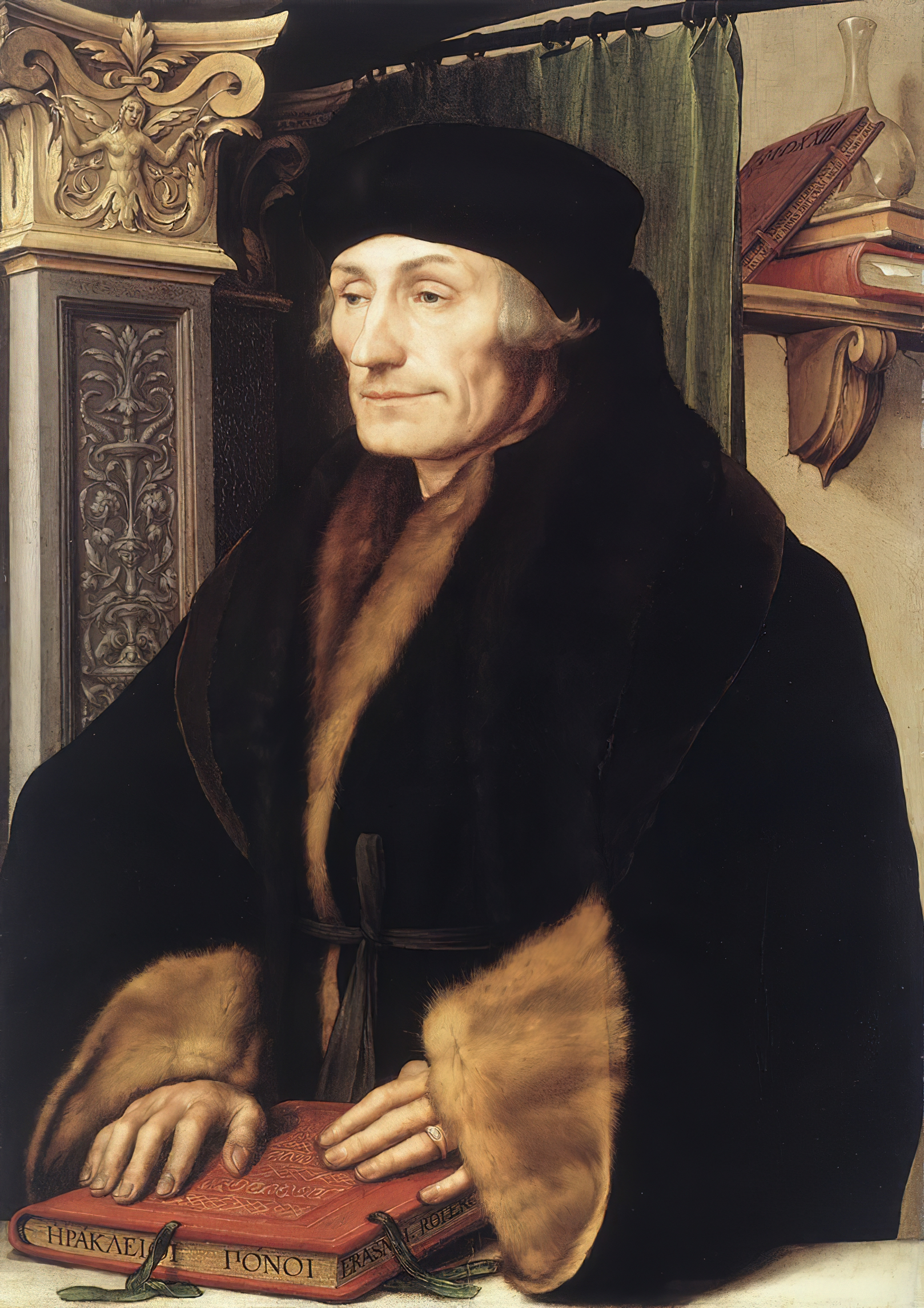
에라스무스의 초상

초기 르네상스 시기 교황청은 사실상 독자적인 영토를 지닌 세속 국가이면서 동시에 다른 군주들의 비판을 허용하지 않는 무소불위의 권위였다. 게다가 실재 교회의 운영은 성직의 매매가 공공연히 이루어지고, 교황이 자신의 사생아를 조카라 부르며 요직에 앉히는 네포티즘이 횡횡하는 등 부패가 만연하였다.
르네상스 인문주의 시기의 학자들은 교회의 타락에 대해 비판하였다. 에라스무스는 《우신예찬》과 같은 저술을 통해 당시 로마 가톨릭 교황청의 오만과 어리석음을 질타하였고, 존 위클리프는 성서의 참 뜻을 대중이 알아야 한다고 여겨 라틴어로 된 성서를 영어로 번역하였다. 보헤미아 왕국의 얀 후스는 존 위클리프의 영향을 받아 성서를 기독교 믿음의 유일한 권위로 인정하여야 한다고 주장하였고, 교황청의 면죄부 판매를 비판하였다. 후스는 지기스문트의 신변 보장 약속을 받고 콘스탄츠 공의회에 참석하였으나 이단으로 몰려 화형에 처해졌다. 로마 가톨릭은 인문주의 학자들의 이러한 비판을 수용하지 않았고 탄압하였지만, 이들의 사상은 큰 호응을 얻어 종교개혁에 영향을 주었다.

## 프로테스탄트의 대두

### 종교 개혁
16세기에 들어 로마 가톨릭이 신봉되던 서유럽과 북유럽에서 여러 개신교들이 세워지는 종교 개혁이 있었다. 로마 가톨릭과 결별하여 새로운 기독교를 세운 이유는 각 지역과 교회마다 달랐지만, 로마 가톨릭이 부정 부패에 대한 비판을 탄압하여 자정 능력을 상실하였고, 로마 교황청의 간섭에서 벗어나고자 하는 각 국 군주의 불만이 쌓여 있었다는 것을 공통점으로 들 수 있다.

#### 마르틴 루터

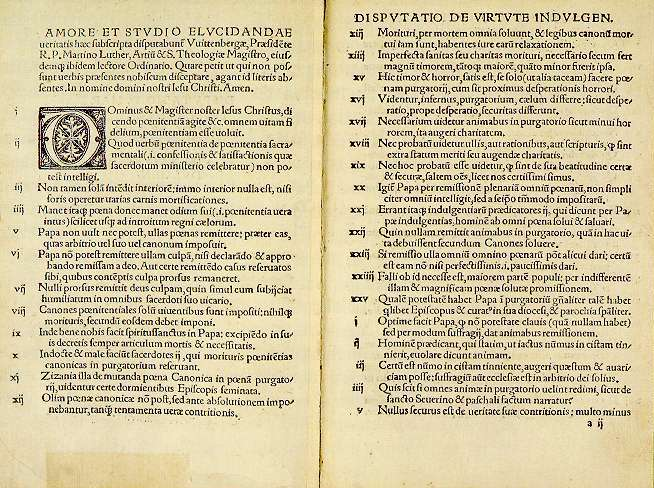
95개조 반박문

마르틴 루터는 로마 가톨릭의 아우구스티누스 수도회 소속 수사 신부였다. 평소 그는 다섯 솔라에 의지하여 오직 성경과 믿음만이 구원을 줄 수 있다고 믿었다. 교황 레오 10세는 성 베드로 대성전의 건축 기금을 마련하기 위해 탁발 수사들을 유럽 전역에 보냈는데, 이들은 기금의 대가로 면죄부를 발부하였다. 사실상 준조세였던 건축 기금에 대해 유럽의 군주들은 불쾌해 하고 있었고, 국왕의 통치력이 강하던 잉글랜드와 프랑스에서는 면죄부 발부가 불가능하였기 때문에, 탁발 수사들의 활동은 주로 독일 지역에서 이루어지고 있었다. 그러나 얼마 지나지 않아 독일 지역에서도 면죄부 발급에 따른 부작용이 심해지자 작센 공국의 프리드리히는 자국에서 면죄부 발부를 금지시켰다. 그러나, 장사꾼 기질이 있었던 도미니크 수도회의 탁발 수사 테첼은 작센의 국경인 비텐베르크에서 “동전통이 딸랑 거리는 순간 당신의 영혼은 천국으로 직행한다”며 면죄부를 팔았고, 주민들은 당시 비텐베르크 대학교의 신학 교수였던 루터에게 면죄부의 가치를 검증해 달라고 요청하였다. 루터는 95개조 반박문을 작성하여 면죄부 판매를 비판하였고, 이후 종교 개혁 운동을 하게 되었다.
1520년 6월 15일 레오 10세는 교황 칙서 《주님, 일어나소서 (Exsurge Domine)》를 통해 루터의 주장을 41개 항목으로 조목조목 반박하였다. 또한 신학자 요한 에크를 교황 대사로 임명하여 이 회칙을 독일에 전달하도록 하였다. 1521년 1월 3일 레오 10세는 칙서 《로마 교황의 선언 (Decet Romanum Pontificem)》을 뒤이어 반포하여 루터를 공식적으로 파문하였다. 아울러 신성 로마 제국의 카를 5세 황제에게 이단에 대해서 강력하게 조치를 취할 것을 요청하였다.
파문을 당한 마르틴 루터는 목숨을 위협받았지만, 당시 이미 정치, 경제적으로 로마 교황청에 불만이 가득했던 독일의 선제후들은 루터를 보호하였다. 특히, 작센 선제후인 프리드리히(Friedrich)는 그를 적극적으로 보호하기 위해 비밀리에 루터를 납치하여 아이제나흐(바흐의 고향이기도 함)의 바르트부르크성(Wartburg Castle) 에 안전하게 머물도록 조치하였다. 이곳에서 루터는 '융커 외르크'라는 이름으로 신분을 숨기고 1521년부터 2년 동안 저술에 정진하여 성직자들만 읽을 수 있었던 라틴어 또는 그리스어 『신약성서』를 일반신도들이 읽을 수 있도록 독일어로 번역하여 발간함으로써, 신도들이 성서를 통하여 기독교의 가르침을 이해하면, 성직자를 통하지 않고서도 신에 다가갈 수 있다는 믿음을 갖게되었고, 지금 만연한 면죄부 매매는 결국 성직자들과 교황청의 부패와 위선이라 확신하게 되었다. 이와 더불어 80여년전인 1440년 독일 중부 마인쯔에서 구텐베르그가 개발한 금속활자가 그 동안 필사에 의존하던 성경책을 저가로 대량보급하는 계기를 마련하였다. 새로운 인쇄술은 '종교개혁'의 기폭제가 되었다.
한편, 봉건제 아래에 피지배 계급인 독일의 농민들은 마르틴 루터의 가르침을 억압에 대한 '정당한 저항'이라는 이념적 기반으로 여겼고, 토마스 뮌처와 같은 신학자들은 독일 농민 전쟁에 앞장 섰다. 그러나, 마르틴 루터는 자신의 주장이 현재 카톨릭 성직자들과 교황청의 모순을 해결하고자 함이지 폭력혁명을 통한 기존교회의 전복이 아니라고 주장하며, 농민 전쟁에 반대하였고, 오히려 영주들에게 농민들을 진압하라고 요구하였다.
루터의 이러한 행적은 자신의 주장이 당시 카톨릭과 교황청의 모순을 개선하려 하였던 성직자로서 활동이지, 새로운 종파를 만들의도는 없었던 것으로 보인다. 그러나, 루터 사후에 루터의 가르침을 따르는 교회들은 루터교라는 새로운 프로테스탄티즘 종교의 탄생을 알리게 되었다.

#### 츠빙글리

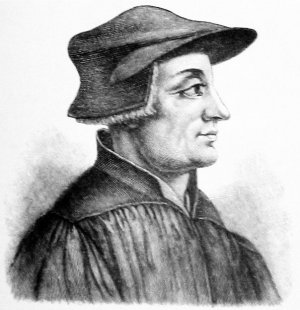
쥬리히의 종교개혁자 츠빙글리

츠빙글리의 스위스 종교개혁은 1519년 1월 1일로 시작된다.
울리히 츠빙글리는 성경에 기초하며, 성경을 영감된 하나님의 말씀(the inspired word of God)으로 받아들인다. 즉 성경은 하나님의 말씀인데 믿는자들이 성령을 통하여 하나님에 의해 가르침을(taught by God through the Spirit) 받을 때 정확하게 이해될 수 있다고 한다. 에큐메니칼 회의나 교부들과 같은 인간의 문헌들(Sources)보다도 성경의 배타적인 권위를 높게 두고 있다. 츠빙글리는 정경인 복음서들(canonical gospels) 안에는 차이점이 있음을 인정하면서도 영감론과 함께 인간적 요소가 있음 인정하였다. 츠빙글리주의(Zwinglianism)는 그의 후계자인 하인리히 불링거와 함께 미코니우스(Oswald Myconius), 그리고 레오 쥬드(Leo Jud)가 1536년에 작성한 제 1 헬베틱 신앙고백서(the First Helvetic Confession)에서 가장 권위있는 형태로 서술되었다. 1549년 장 칼뱅이 참여하여 작성한 제 2 헬베틱 신앙고백서(the Second Helvetic Confession)에 근거한 개혁주의 신학이 형성되었다. 후에 2 두개의 신앙고백서에 관계된 츠빙글리파는 개혁신학의 전통과 함께 칼뱅주의 정통신학으로 속하게 되었다.

#### 장 칼뱅

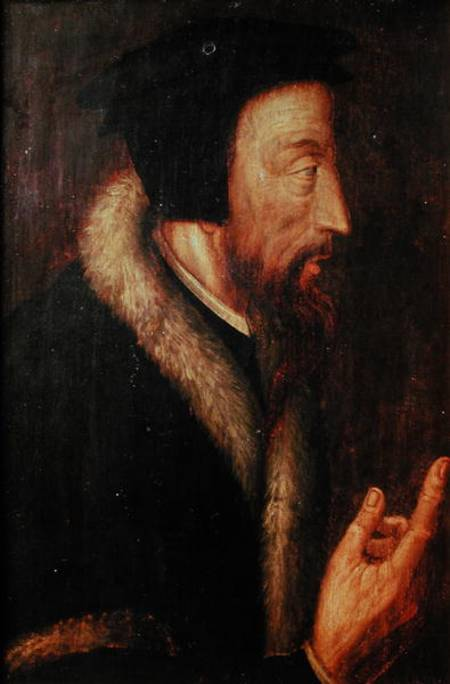
장 칼뱅

프랑스 피카르디 출신의 신학자이자 라틴어 교사였던 장 칼뱅은 1533년 새로운 방식의 신앙체계를 확립하고 사실상 로마 가톨릭 신도이기를 포기했다. 1536년 3월 칼뱅은 《기독교 강요》를 출판하였다. 칼뱅은 이 책에서 이중예정설과 같은 칼뱅주의 신학을 정리하였다.
1536년 5월 무렵 제네바를 들렸던 칼뱅은 파렐의 권유로 교회에서 설교를 시작하였으며, 이내 목사가 되었다.
칼뱅이 제네바에서 활동을 시작한 1530년대 말 무렵, 서유럽과 북유럽에는 이미 루터가 불씨를 당긴 종교 개혁이 한창인 시기였다. 제네바 역시 다양한 새로운 신학 사조가 들어왔고 칼뱅은 이들과 논전을 벌여야 하였다. 칼뱅은 재세례파 등과 논전을 벌이면서 제네바 교회를 칼뱅주의를 따르는 개혁 교회로 이끌고자 하였다. 그러나, 제네바 시의회는 베른에서 행해지는 보다 다양한 교회를 인정하는 조례를 재정하였고, 이에 반대하던 칼뱅은 1538년 추방당하였다.
1541년 제네바 시의회는 칼뱅의 교회 제도 개혁안을 모두 수용한다는 조건으로 칼뱅을 다시 초빙하였다. 이후 칼뱅은 죽을 때까지 제네바 개혁 교회의 목사이자 칼뱅주의 지도자로서 활동하였다. 1541년 이후 칼뱅이 활동한 시기 제네바는 일종의 신정일치 사회였고, 교회법을 어긴 자는 처벌을 받았다. 삼위일체를 부정하여 화형을 당하거나, 간음죄를 이유로 사형을 받은 이도 있었다. 《삼위일체론의 오류：De Trinitatis erroribus libri vii》를 출간한 스페인 출신의 인문학자 미카엘 세르베투스를 화형에 처한 것은 신학적 차이를 토론을 통해 논파하지 않고 법률로서 처단하였단 점에서 칼뱅의 오점으로 지적되기도 한다. 먼 훗날인 1903년 세르베투스가 처형 당한 자리에 칼뱅주의 신학자들은 속죄비를 세웠다.
칼뱅주의는 루터교와 함께 종교 개혁에 지대한 영향을 미쳤다. 칼뱅주의의 영향을 받은 교회 공동체나 교파로는 위그노, 청교도, 장로교 등이 있다.

#### 잉글랜드의 수장령

헨리 8세

1534년, 잉글랜드 왕국의 국왕 헨리 8세는 수장령을 반포하여 “잉글랜드 국왕만이 잉글랜드 교회의 유일한 우두머리”라고 선포하였다. 헨리 8세의 수장령은 같은 해 잉글랜드 교회 내의 주교에 대한 임명권이 국왕에게 있다고 선포한 주교서임법과 함께 로마 가톨릭과의 단절을 공식화 한 것이었다.
헨리 8세의 수장령은 잉글랜드 왕국의 입장에서는 어쩔 수 없는 선택이었다. 헨리 8세는 형수가 되어야 했으나 우여곡절 끝에 아내가 된 왕비 아라곤의 캐서린과 사이에 아들이 없었기 때문에 이혼을 원했고, 교황청과 오랫동안 이에 대해 협상을 벌였다. 골육상잔이었던 장미 전쟁 끝에 세워진 튜더 왕조의 두 번째 왕이었던 헨리 8세는 왕권의 강화를 위해 아들을 원했고, 로마 가톨릭은 원칙적으로 이혼을 금했기에 당시의 파혼 관례대로 로마 교황청에 결혼 무효화를 요청하였다. 그러나 교황청은 스페인의 국왕이기도 하였던 신성 로마 제국 황제 카를 5세를 무시할 수 없는 입장이었기 때문에 이혼 불가를 결정하고 만다. 이에 격분한 헨리 8세는 로마 가톨릭과의 결별을 결심하게 된다.
수장령 이후 잉글랜드 왕국과 그 뒤를 이은 그레이트브리튼 왕국은 국왕을 수장으로 하는 성공회를 국교로 삼았고, 국교도가 아닌 사람은 공직에 진출할 수 없도록 차별하였다. 페널 법이라 불린 이 차별 제도는 1661년 협력법이 통과된 이후 영국 내의 로마 가톨릭과 청교도를 비롯한 기타 개신교 교파를 억압하는 바탕이 되었다.
한편, 평소 로마 가톨릭교회의 타락에 대해 비판적이었던 인문학자 토머스 모어는 “나는 국왕의 충신이지만 그 전에 하느님의 종”이라며 헨리 8세의 수장령에 반대하여 대법관 직을 사퇴하였고, 결국 처형되었다.

### 반종교 개혁

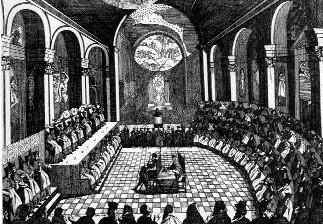
트리엔트 공의회

종교 개혁의 열풍이 거세 지자 로마 가톨릭 내에서도 이에 대항하여 그 간의 타락에 대한 자성과 교회 혁신을 주장하는 요청이 커졌다. 반종교 개혁으로 불리는 종교 개혁에 맞선 로마 가톨릭의 대응은 트리엔트 공의회를 중심으로 한 교회 개혁과 여러 청렴운동으로 나타나게 되었다.
1545년부터 1563년까지 오스트리아의 트리엔트(오늘날 이탈리아의 트렌토)에서 교황 바오로 3세 주관으로 개최된 트리엔트 공의회에서는 로마 교회의 교의적·도덕적·행정적 개혁을 논의하여, 니케아 신경과 콘스탄티노폴리스 신경을 로마 가톨릭 신앙의 기초로 재확인하고, 성서와 교회의 전통이 같은 가치를 지닌다고 선언하여 성서만을 따른다는 개신교의 주장을 이단으로 규정하면서, 교회가 성서 해석의 유일한 권리를 갖는다고 선언하였다. 또한, 구원은 하느님의 은혜와 인간 행위에서 생겨난다는 것과, 개신교가 부정하는 고해 성사를 포함한 7개의 성사의 당위성, 성찬의 성변화(transubstantiation) 교리를 고수하였으며, 교회를 개혁하여 교직과 세속 직위의 겸임을 금지하였다. 또한, 트리엔트 공의회는 개신교와의 차이가 분명한 현재의 성서 목록을 확정하였다. 마르틴 루터가 구약성경 가운데 15편을 외경으로 구분하여 정경에서 제외한 것에 대해 로마 가톨릭은 루터의 견해를 인정하지 않는다고 표방한 것이다. 트리엔트 공의회도 고대 카르타고 공의회의 전통을 따라서 동방정교에서 인정하는 에스드라스 상·하권과 므낫세의 기도를 정경에서 제외하였다.
이러한 결정에서 보이듯 트리엔트 공의회는 종교 개혁에 대한 반격의 의미를 지니고 있었으며, 기존의 교회법을 옹호하면서 이를 어길 경우 파문하겠다는 강경한 입장을 보였다. 그러나, 동시에 교회 내부의 문제점들에 대한 개선을 강구하여 그동한 비난의 원인이 되었던 대사의 남용을 금하고 타락한 성직자를 징계하기로 하는 조치도 함께 취하였다.
한편, 로마 가톨릭 내에서는 교회의 세속화를 반성하고 청렴과 영성을 강조하는 한편, 개신교도를 상대로 회심시키는 선교 움직임이 생겨났다. 스페인의 이냐시오 데 로욜라는 예수회를 설립하였고, 프란치스코 살레시오는 칼뱅주의의 영향 아래 있는 제네바 인근 지역에서 개신교도를 상대로 선교하였다.

### 종교 전쟁

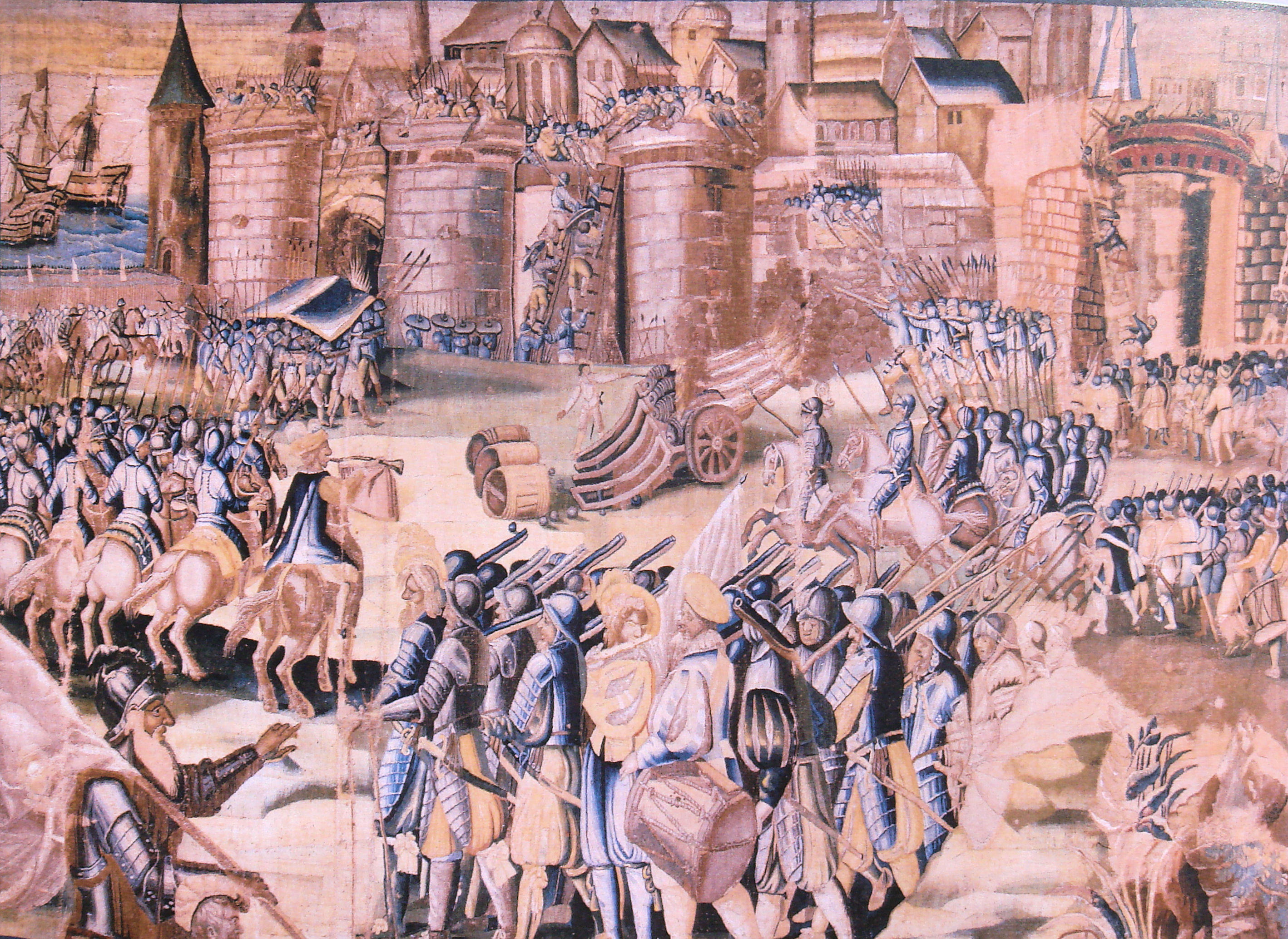
1573년 라 로셰 공성전

로마 가톨릭교회와 개신교의 극심한 대립은 결국 전쟁의 빌미를 제공하게 되었다. 종교 개혁 이후 유럽 내에서는 종교 갈등에 따른 크고 작은 폭력 사태가 끊이지 않았고, 결국 내전의 양상을 띄게 되었다.

#### 위그노 전쟁
칼뱅주의는 소명설로 현세의 직업이 하느님이 주신 것이며 그를 통해 얻는 재화가 하느님의 은총이라 하였고, 이는 프랑스 내에서 신장하고 있던 상공인 등 부르주아에게 그야말로 “복음” 이었다. 종교개혁과 함께 위그노라 불렸던 프랑스 내 칼뱅주의 개신교도는 급속도로 확산되었다. 프랑스 정부는 로마 가톨릭 이외의 믿음을 갖는 자의 재산을 몰수하고 추방하였고, 로마 가톨릭 측은 공공연히 위그노의 생명을 위협하였다. 가톨릭에 의해 벌어진 바시 학살과 같은 몇 차례의 학살이 있고나서 양측은 결국 전쟁에 돌입하였다.
1562년부터 1563까지 벌어진 전쟁은 프랑스 왕가의 마르그리트 드 발루아와 당시 위그노 신도이자 훗날 프랑스의 앙리 4세가 된 나바라 왕국의 군주 앙리가 결혼하기로 하여 휴전하였으나, 결혼식 전날 로마 가톨릭 측이 결혼 축하를 위해 파리에 모여든 위그노를 학살한 성 바르톨로메오 축일의 학살이 벌어지면서 다시 전쟁을 벌이게 된다. 앙리 4세는 휴전과 평화로운 왕위 계승을 위해 로마 가톨릭으로 개종하고 위그노에 대한 종교의 자유를 보장하는 낭트 칙령을 발표하여 전쟁을 끝냈다.

#### 30년 전쟁
1618년부터 1648년까지 있었던 30년 전쟁은 신성 로마 제국을 중심으로 벌어진 개신교와 로마 가톨릭 간의 종교 전쟁이자, 신성 로마 제국을 이루는 여러 선제후들과 영국, 프랑스, 덴마크, 스웨덴, 스페인, 교황청 등의 이해 관계가 얽힌 복잡한 성격의 국제 전이기도 하였다. 30년 전쟁의 결과 독일 지역은 초토화되었다. 1648년 베스트팔렌 조약으로 30년 전쟁이 끝나고 각 제후와 국왕은 자신이 통치하는 지역 내에서 로마 가톨릭, 루터교, 칼뱅주의 개혁교회 가운데 하나를 국가의 종교로 선택할 수 있게 되었다. 이는 로마 가톨릭이 더 이상 국가 내의 종교에 대해 참견할 수 없다는 것을 뜻하였다.기독교내에서 발생한 30년 전쟁은 유럽의 전쟁 뿐만 아니라 인류 전쟁사에서 가장 잔혹하고 사망자가 가장 많은 전쟁이었으며, 사망자수는 800만 명이었다. 신을 믿는 형식과 내용의 차이로 인한 갈등은 전쟁과 죽음이라는 비극을 불렀다.

### 제국주의와 기독교

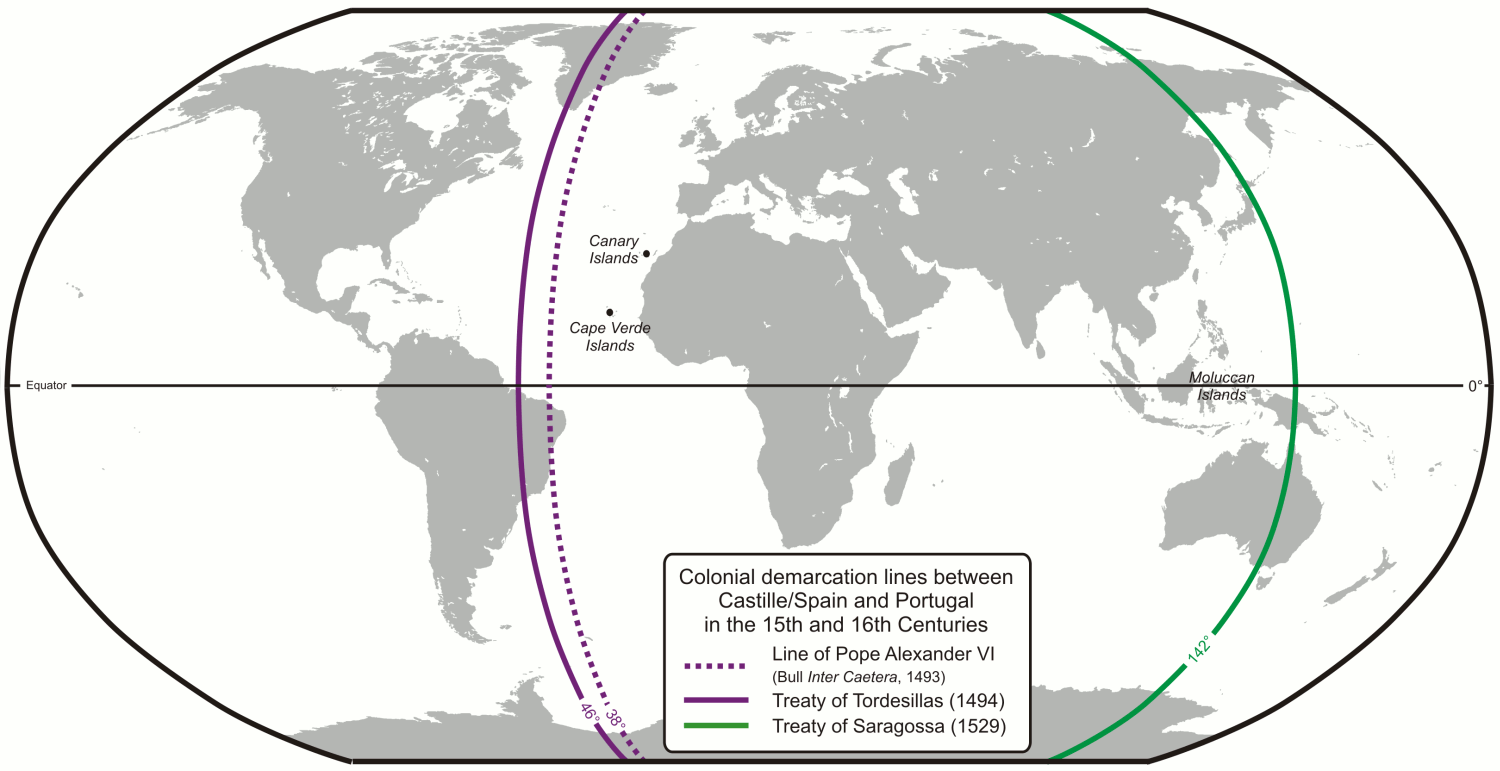
토르데시야스 조약으로 정해진 스페인과 포르투갈 식민지의 경계

15세기에서 17세기까지 유럽인들이 선박을 이용하여 세계 곳곳을 탐험하기 시작하였다. 흔히 대항해 시대라고 불리는 이 시기는 이미 다른 민족들이 오랜 시간 동안 바다를 이용하여 무역을 하고 있었고, 아메리카 대륙은 결코 신대륙이 아니라 오랜 역사를 가진 문화가 있었다는 점에서 순전히 유럽인의 관점일 뿐이라는 비판이 있지만, 유럽인들이 다른 대륙을 탐험하고 식민지를 만들기 시작하면서 세계사에 큰 영향을 주었다. 대항해 시대를 주도하였던 스페인은 아메리카 대륙에 식민지를 만들어 막대한 은을 자국으로 가져왔고, 영국과 프랑스, 네덜란드 등의 국가가 제국주의 정책으로 해외 식민지 경쟁에 뛰어들게 하는 계기가 되었다.
로마 가톨릭은 포르투갈과 스페인 사이에 아메리카 식민지에 대한 영토 분쟁 조짐이 보이자 토르데시야스 조약을 통해 중재하였다. 포르투갈과 스페인은 로마 가톨릭을 국교로 하고 있었고 종교 개혁이후에도 계속하여 로마 가톨릭을 지지하였다. 로마 가톨릭은 예수회 선교사들을 아메리카 식민지 지역에 보내 유럽에서 열세에 놓인 자신의 입지를 만회하고자 하였다. 예수회는 선교와 교육뿐만 아니라 식민지를 둘러싼 각종 외교 문제에도 깊숙히 관여하였다. 예수회는 부르봉 왕가와의 갈등으로 인해 1773년 교황 클레멘스 7세의 명령으로 해산되기도 하였으나 지속적인 재건 요구와 정치적 상황의 변동에 의해 1814년에 해산 조치가 철회되고 활동을 재개하였다. 당시 해외 선교에 적극적이었던 가톨릭 선교 조직으로는 예수회 이외에도 파리 외방전교회 등이 있으며, 베네딕도회, 도미니코회 등 기존의 수도회에서도 선교지에 수도사를 파견하였다.
한편, 대항해 시대가 끝난 뒤 유럽의 각국은 전 세계를 자국의 식민지로 삼는 식민지 경쟁을 벌였으며, 이 과정에서 기독교는 로마 가톨릭 뿐만 아니라 개신교 역시 교파를 막론하고 국가와 밀접하게 관련되었다. 노예 매매와 식민지에 대한 가혹한 정책이 벌어지는 동안 기독교 내에서 이것을 반성한 교파는 매우 소수에 불과하였다.

#### 기독교의 아시아 선교

마테오 리치가 그린 곤여만국전도

예수회 소속의 사제 마테오 리치는 1582년 마카오에 도착하여 명나라에 대한 포교를 시작하였다. 1601년 베이징에 도착하여 만력제를 만나 선무문(宣武門) 안에 천주당을 세워도 된다는 허가를 받고 1605년 완공하였다. 마테오 리치는 《천주실의》등을 저술하여 기독교를 중국 대륙에 전파하였고, '천주교'라는 이름으로 조선, 일본 등지에도 소개되었다.
조선 후기에도 기독교(로마 가톨릭교회)가 소개되었다. 최초로 알려지게 된 시기는 정확하지 않으나 연대가 가장 명확한 가톨릭교회 전래에 관한 기사는 1631년 정두원이 명나라에서 서양의 문물과 함께 종교 서적을 가져왔다는 내용이다. 실학자 홍대용(1731년-1783년)이 쓴 《담헌연기》(湛軒戀記)에도 중국을 오가던 조선 사신일행에 의해 로마 가톨릭교회가 소개되었음을 알리는 내용이 있다.
강희제 연간이후 우리나라 사신이 북경에 이르면 간혹 천주당에 가서 서양사람들을 만나 보았다. 서양사람들은 반갑게 맞아주며 성당 안의 이상한 그림과 신상(神像) 그리고 기이한 기물들을 고루 보여주고 서양에서 나온 진귀한 물건들을 선사하였다.— 《담헌연기》

## 계몽주의 시기
종교 개혁과 맞물린 오랜 전쟁 끝에 유럽의 각국은 민족 국가의 성격이 강한 중앙집권제 국가로 변화하였다. 한편, 사회 역시 상공업의 발달과 함께 부르주아가 주요한 계급으로 부상하고 있었다. 이런 상황에서 철학과 과학, 경제학과 같은 학문 역시 근대적인 체계를 갖추어 이성과 과학적 방법과 같은 합리적 과정을 중요시하게 되었다. 계몽주의라 불리는 이 시기의 이러한 움직임은 기독교의 역사에도 많은 영향을 주었다.

### 과학 혁명과 기독교

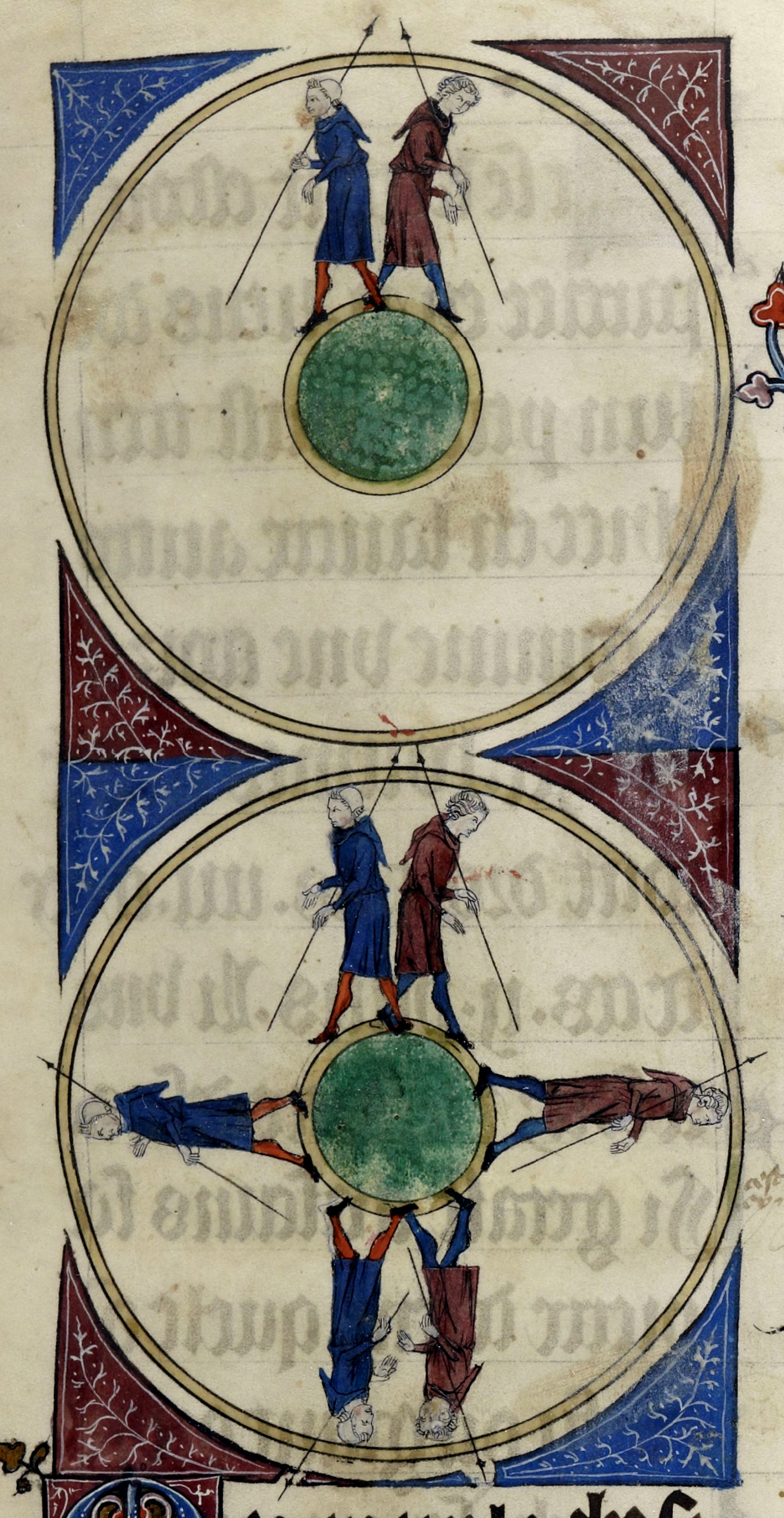
12세기에 그려지고 14세기에 필사된 둥근 지구를 설명하는 삽화. 중세인들도 지구가 둥글다는 것을 알고 있었다.

16세기에서 17세기 사이 유럽에서는 학문의 연구에 과학적 방법을 앞세운 과학 혁명이 있었다. 과학 혁명은 기적이나 초자연적 현상을 학문의 대상에서 제외함으로써 그 동안 사람들이 갖고 있던 인식 체계를 근본적으로 바꾸어 놓았다. 그러나 과학 혁명이 널리 알려진 것처럼 교회와 언제나 대립적인 관계에 있었던 것은 아니다.
20세기 초까지도 지구는 평평하지 않으며 둥글다고 밝힌 것은 종교적 독단에서 자유로운 과학의 업적이라고 여기는 경우가 일반적이었다. 그러나, 사실 중세인들도 지구가 둥글다는 것을 분명히 인식하고 있었으며, 교회 역시 지구가 평탄하다고 주장하지는 않았다. 오늘날 과학사를 연구하는 학자들은 교회와 과학이 이런 식으로 상호배타적인 충돌을 일으키지는 않았다고 본다. 기독교가 사회 모든 영역에서 기반을 이루던 중세 유럽에서 수도원과 대학은 과학적 연구가 이루어지고 전수되는 중요한 장소였다. 19세기에 유전법칙을 발견한 그레고어 멘델 역시 로마 가톨릭의 수사였다.
갈릴레오 갈릴레이가 “그래도 지구는 돈다”라고 말했다는 것은 후대에 지어진 이야기일 뿐이고, 갈릴레이가 당시 교회에 의해 지지되던 프톨레마이오스의 지구 중심설을 부정하고 태양 중심설을 주장하였기 때문에 교회로부터 직접적인 탄압을 받았다는 이야기 역시 후대에 과장된 것이다. 그러나, 과학 혁명 이후 과학의 새로운 발견은 종종 기독교와 충돌을 일으켰다. 교회가 신학적인 이유를 들어 코페르니쿠스를 비롯한 여러 과학적 발견에 대해 부정한 것은 분명한 사실이다. 《천구의 회전에 관하여(De revolutionibus orbium coelestium)》가 발간되자 개신교는 즉각 반발하였으며, 로마 가톨릭도 1616년 교황청의 금서 목록에 올렸다가 1758년 해제하였다.
과학 혁명 이후 과학과 기독교가 가장 격렬하였던 충돌 사례는 찰스 다윈의 《종의 기원》 발표 이후에 일어난 진화에 대한 논쟁일 것이다. 기독교 내에서 진화에 대한 입장은 여전히 논쟁 거리이다. 일각에서는 유신진화론과 같이 기존의 창조론에 등장하는 창조 신화의 다양한 내용을 진화 이론의 입장에서 해석하고 신이 "진화의 목적"을 갖고 있다고 믿는다. 다른 한편에서는 창세기의 내용이 문자 그대로 사실이며 생물학에서 일반적으로 받아들여지고 있는 진화는 거짓이라고 주장하기도 한다. 이런 주장 가운데 극단적인 경우는 지적설계론과 같은 의사과학을 학교 생물학 교육과정에 포함시켜야 한다고 주장하기도 한다.

### 정치 혁명과 기독교

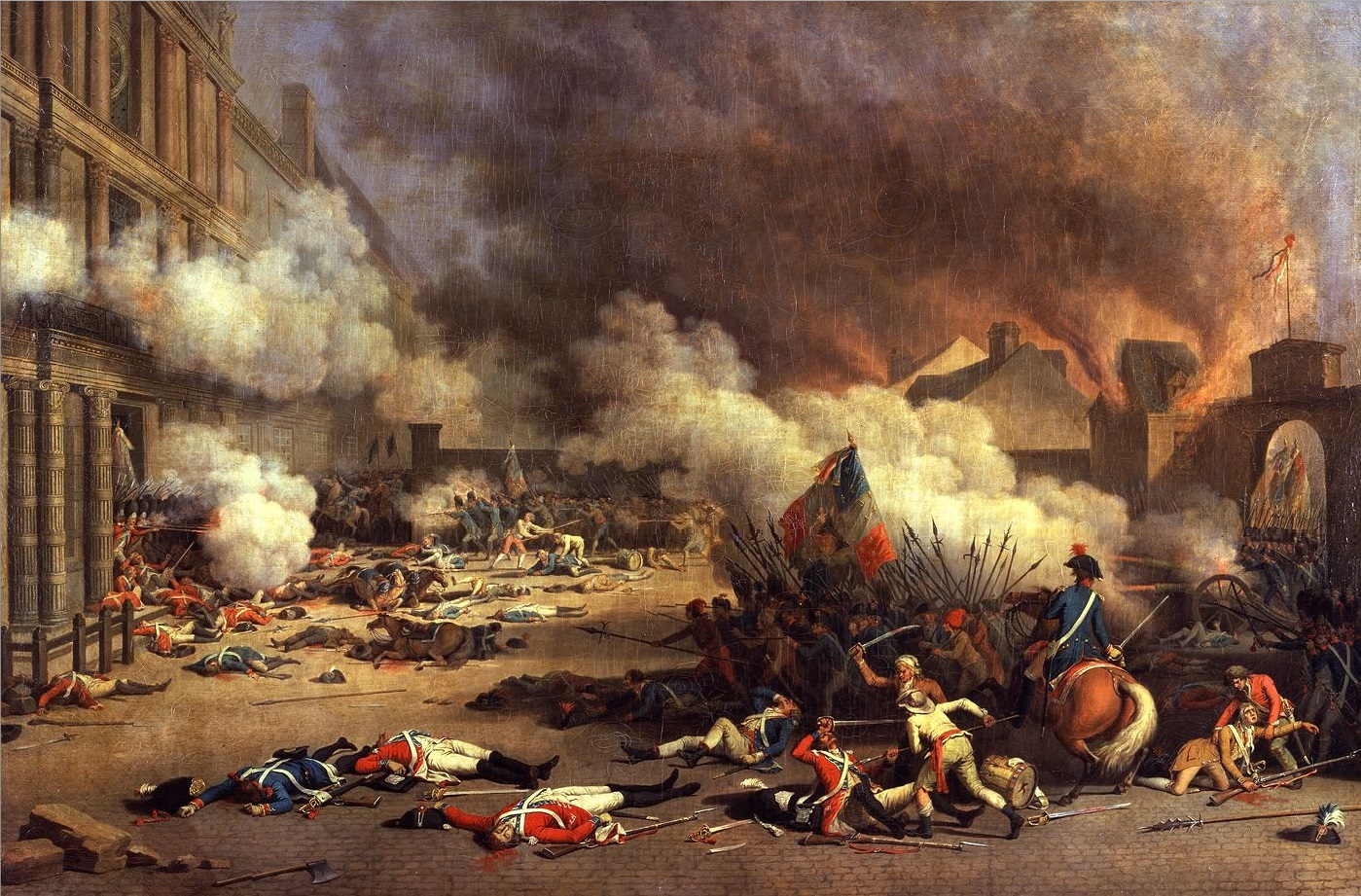
프랑스 혁명 중에 있었던 8월 10일 사건

근대에 있었던 여러 정치 혁명들과 기독교는 복잡하게 얽혀 있다. 청교도 혁명이라고도 불리는 잉글랜드 내전에서 양측은 의회파와 왕당파로 불렸지만, 성공회와 청교도 사이의 갈등 역시 내전의 큰 원인 가운데 하나였다.
미국 독립 전쟁의 과정에서 독립선언서를 채택한 미국인들은 대부분 청교도와 같은 개신교 신자였으며, 미국 독립 선언서에서 말하는 천부인권은 개개인이 신에게서 받은 것이란 믿음을 기반으로 하고 있었다. 그러나, 존 로크와 같은 영국 계몽주의 사상가들의 영향을 받았던 이들은 종교와 정치가 엄격히 분리되어야 한다고 생각하였고, 이것은 미국 헌법 제1조에 “의회는 특정 종교를 국교로 삼을 수 없다”고 명문화되었다. 그러나, 종교와 정치는 쉽게 분리되지 않았고, 미국 독립 이후 흔히 WASP라 불리는 백인·엥글로섹슨계·개신교도는 미국의 핵심 세력이 되었다.
프랑스 혁명의 과정에서 혁명의 이념을 제공한 프랑스의 계몽주의는 영국과 미국보다 더욱 급진적이었다. 이들은 혁명을 통해 “기독교”가 차지하고 있는 자리를 “이성과 자유, 진보”로 대체하고자 하였고, 무신론과 유물론을 부각시켰다. 프랑스의 계몽주의자들이 기독교에 대해 적대적이었던 까닭은 앙시앵 레짐 안에서 로마 가톨릭 자체가 거대한 지배 계급의 일부였기 때문이다. 계몽주의는 가톨릭과 무엇을 어떻게 교육할 것인지를 놓고 대립하였다. 한편에서는 “시뻘건 놈들”(프랑스어: roughes)인 공립학교 교사들이 공화주의를 지지하는 동안, 다른 편에서는 “희멀건 놈들”(프랑스어: blancs)인 로마 가톨릭 신부들이 가톨릭 사립 학교에서 전통적 기독교 신앙을 가르쳤다. 이때문에, 미국의 계몽주의자들이 기독교에 대한 거부감 없이 자유주의를 주장할 수 있었던 것과 달리, 프랑스의 자유주의는 구 체제 일체를 거부하면서 새로운 정치 질서를 요구하였던 것이다.
한편, 스페인에게서 독립한 멕시코의 경우 멕시코 독립 전쟁을 이끌었던 초기 지도자 미겔 이달고 코스티야(Miguel Hidalgo y Costilla) 스스로가 로마 가톨릭 성직자였다. 멕시코의 역사에서 가톨릭은 많은 영향을 남겼고, 근대 이후 정치 개혁과 갈등을 빚기도 하였으나, 국민의 대다수는 여전히 로마 가톨릭 신자이다.

### 개신교의 분화
종교 혁명과 종교 개혁을 거친 후, 유럽에서는 새로운 신학을 내세운 교파들이 출현하였다.

#### 재세례파
재세례파는 16세기 종교개혁 당시 급진적 개혁을 따른 개신교 종파를 가리킨다. 그 사상을 이어받고 있는 현대의 교파들로는 아미시파, 후터라이트, 메노나이트 등이 있다. 재세례파에는 여러 분파가 있으나, 16세기 급진적인 개혁을 요구하였던 교파는 로마 가톨릭과 기타 개신교에서 받은 유아 세례는 효력이 없으며 다시 세례를 받아야 한다고 주장하였다. 이들은 1534년 2월부터 1535년 6월까지 18개월 동안 독일의 뮌스터를 점령하고 신정정치를 시도하였으나 진압당하였다.

#### 침례교
침례교는 유아 세례를 인정하지 않으며 완전한 성인이 침례를 통해서만 그리스도를 받아들일 수 있다고 믿는다. 16세기 재세례파와 비슷한 시기에 형성되었으나 19세기 미국 남부에서 신도가 급증할 때까지 소수 종파로 남아있었다.

#### 퀘이커
17세기에 조지 폭스로부터 시작된 퀘이커는 악에 대한 무저항이 참된 평화라고 보았고, 특정한 교단과 전례, 성직자가 필요하지 않다고 여겼다. 또한, 지위 고하를 막론하고 누구나 너(영어: thee)라고 부르며 국왕 앞에서조차 경의를 표하지 않았다. 기존의 교회를 부정하는 이러한 입장으로 퀘이커 교도들은 로마 가톨릭과 개신교 양측으로부터 박해를 받았고, 많은 사람들이 살해되었다. 영국과 미국에서 퀘이커에 대한 박해는 1652년 중지되었다.

#### 감리교
감리교는 18세기 영국의 성공회 성직자였고 신학자 존 웨슬리가 세운 개신교 교파이다. 감리교는 전통적인 교회의 교리를 받아들이면서 신자 개개인이 성령에 의해 감화되는 성화를 중요시 하였다. 웨슬리 스스로는 감리교가 성공회 안에서 이루어지는 부흥 운동이라 여겼으나, 웨슬리가 죽은 뒤 성공회와 결별하게 된다.

## 현대의 기독교

### 세계 대전과 기독교

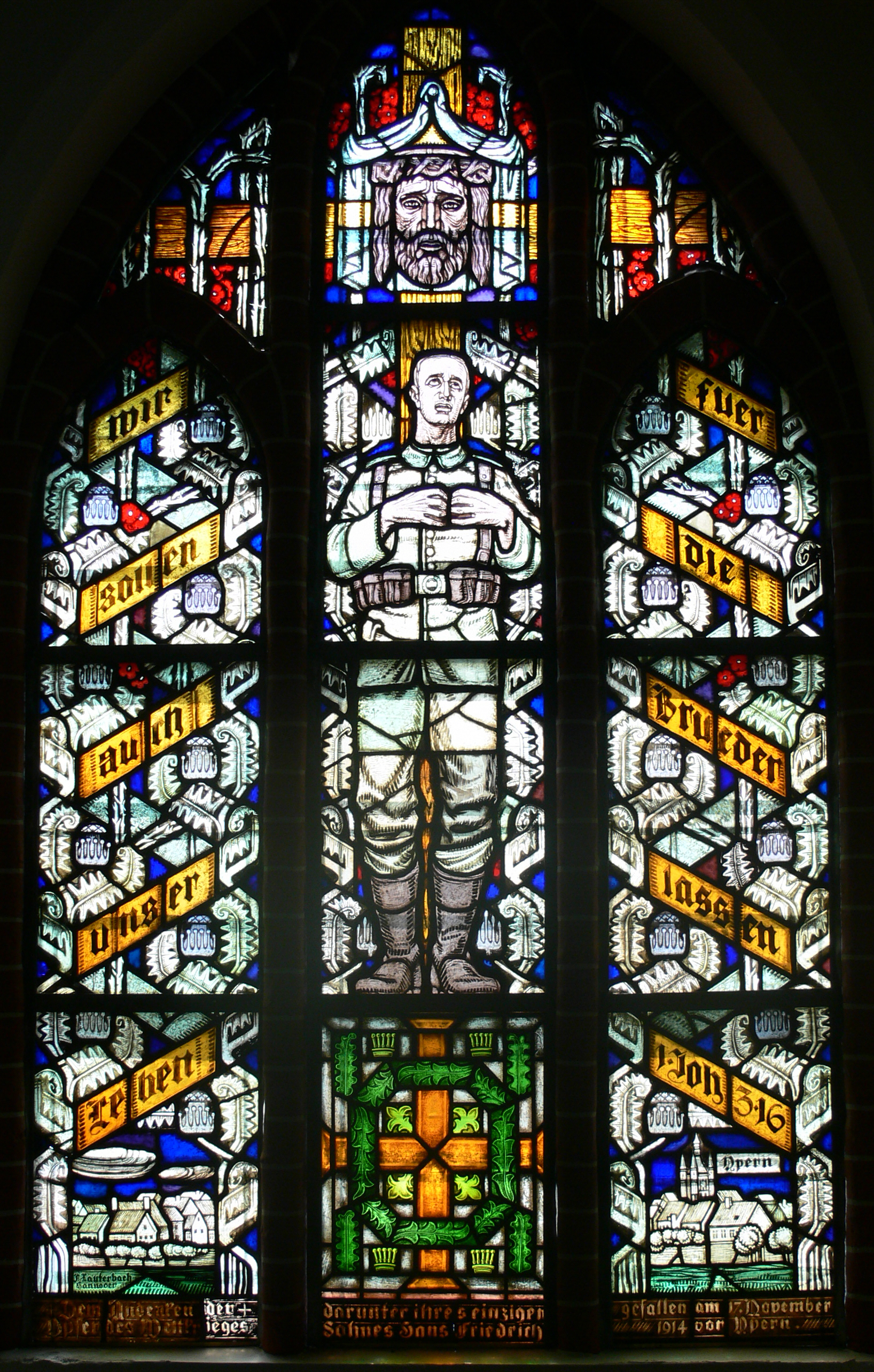
1918년 제작된 독일 뤼네베르크 루터교 성 요하네스 교회의 스테인드글라스

현대의 시작은 관점마다 다를 수 있으나, 오늘날 세계의 역사와 특히 기독교의 역사를 고려한다면 제1차 세계 대전 이후를 현대라고 할 수 있을 것이다. 기독교는 근본적으로 평화를 지향하는 종교이나, 제 1차 세계 대전 동안 서로가 기독교 국가임을 자부하였던, 영국과 프랑스, 독일, 오스트리아-헝가리 제국은 전쟁 기간 동안 역사상 유래 없는 대량 학살을 벌였고, 각국의 교회는 자국의 승리를 신에게 갈구하였다. 훗날 장로교 신학자 마틴 로이드 존스는 설교를 통해 사람들이 교회를 떠나는 이유는 교회가 기독교의 이름으로 도무지 기독교 답지 않은 메시지를 전파하였기 때문이라고 하면서, 제1차 세계 대전 동안 교회가 일종의 징병사무소 노릇을 한 것은 죄악이었노라고 하였다.

### 현대의 동방정교회

#### 러시아 정교회
표트르 1세가 총대교구좌를 폐지하고 종무원을 통해 교회를 장악한 이래 러시아 제국 시기 차르는 러시아 정교회의 수장이기도 하였다. 그러나, 불평등한 사회 체제의 개선을 탄원하기 위해 “자비로운 아버지 짜르”인 니콜라이 2세의 이콘을 들고 황궁으로 향하던 이들을 유혈 진압한 피의 일요일 이후 로마노프 왕가는 몰락하였고, 10월 혁명 이후 러시아 정교회는 총대교구좌를 부활시켰다.
10월 혁명 이후, 레닌은 민족자결과 종교의 자유를 보장하였으나, 스탈린 집권 초기인 1920년대에서 1930년대 동안 러시아 정교회는 구체제의 악습으로 취급되어 탄압받았다. 그러나, 제2차 세계 대전이 일어난 뒤 나치가 침공해 오자 애국주의를 호소할 방법을 찾던 소비에트 정권은 러시아정교회를 “정권의 동료”로 삼았다. 전쟁이 끝난 후에는 다시 억압의 대상이 되었으나, 미하일 고르바쵸프의 페레스트로이카 정책 이후 러시아 정교회는 총대교구좌를 다시 복원하고 러시아 내에서 자유로운 종교활동을 보장받았다.

#### 그리스 정교회
오스만 제국이 콘스탄티노폴리스를 함락하고 이스탄불로 개명하여 제국의 수도로 삼은 뒤에도 동방정교회는 신앙의 자유를 보장받았다. 그리스 지역 대부분은 콘스탄티노폴리스 총대주교의 관할아래 종교와 정치에서 자치를 누렸고, 오스만 제국의 술탄들은 외교 분야에서 그리스인을 중용하였다. 그러나, 한편에서는 러시아가 동방정교회의 정통성이 자신들에게 있음을 주장하며 러시아 정교회가 분리되었고, 오스만 제국은 무슬림이 아닌 딤미들에 대해 무거운 조세를 부과하였다.
1832년 12년간의 그리스 독립 전쟁이 끝나고 그리스가 독립하였다. 오스만 제국 시절에도 그리스 전역에 강력한 영향력을 가졌던 그리스 정교회는 독립이후에도 그 영향력을 유지하였다. 20세기까지도 그리스 내에서는 정교회의 교회 법에 따르지 않고는 결혼할 수 없었고, 이혼은 원칙적으로 불허되었다.

#### 최근의 동향
동방정교회는 러시아 정교회와 그리스 정교회를 포함한 14개의 자치적인 정교회로 이루어져 있다. 아르메니아 정교회 등의 다른 자치 정교회는 그리스의 콘스탄티노폴리스 총대주교를 정교회의 대표로 인정하나 러시아 정교회는 독자적인 총대교구주교가 있다.
오랫동안 독립적으로 유지되어온 역사 때문에 한 동안 부활절과 같은 전례일을 서로 다른 날에 기념하기도 하였으나, 21세기가 되면서 서로 간의 협의를 통해 부활절을 4월 15일로 통일하였다. 2010년 5월 10일 한국 정교회 전파 110주년을 맞아 세계 각지의 정교회가 한 자리에 모여 심포지엄을 열기도 하였다.

### 제2차 바티칸 공의회
1962년부터 1965년까지 열린 제2차 바티칸 공의회는 현대 로마 가톨릭의 제반 사항을 결정한 공의회로, 4개의 헌장과 9개의 교령(敎令) 그리고 3개의 선언을 채택하였다.
교황 요한 23세가 교회의 현대화를 위해 요청한 제2차 바티칸 공의회는 제1차 바티칸 공의회가 열린지 100년만에 열리는 것이었다. 1962년에 열린 제2차 바티칸공의회 개막식에서 교황은 “교회의 가르침이란 박물관의 보물처럼 보존해야 할 것이 아니라 우리 시대가 요구하는 대로 탐구하고 해석해야 할 것”이라는 생각을 밝혔다.
제2차 바티칸 공의회는 그리스도를 중심으로 초대교회로 돌아가자는 것과, 이전까지 라틴어로 진행되던 미사를 각 지역 언어로 진행하도록 하여 로마 가톨릭을 현지화하고, 신자의 사도직을 확인하고, 신앙의 자유를 확인하는 등 가톨릭 현대화에 큰 영향을 주었다.

### 개신교의 부흥 운동
19세기 동안 미국의 개신교를 중심으로 한 개신교 부흥운동이 있었다. 대각성운동이라고도 불리는 부흥운동은 D.L. 무디, R.A. 토레이, J.W. 체프만 등의 부흥운동가들에 의해 일어나 개신교의 여러 교파에 큰 영향을 주었다. 이들은 초교파적 부흥운동을 바탕으로 한국을 비롯한 세계 각국에 선교사를 파견하였다.

### 회복주의 표방 운동
근대 이후 기존의 기독교에 대해 초기 기독교의 정신에 부합하지 않는다는 입장을 보이며 스스로를 회복된 기독교라 여기는 교파들이 생겨났다.
여호와의 증인은 1870년 찰스 테이즈 러셀(Charles Taze Russell)에 의해 미국에서 성서 연구 모임이 조직되면서부터 시작된 신흥 종교이며, 1872년에 펜실베이니아주(州) 피츠버그에 국제성서연구자협회(International Bible Students Association)라는 이름으로 설립되었다.. 여호와의 증인은 어느 나라에 있던지, 성서의 법과 원칙을 똑같이 고수한다고 말하며 정치에는 참여하지 않고, 평화를 위해 병역을 거부하고 전쟁에도 참여하지 않는다. 이들은 이러한 신념때문에 나치 독일과 일본 제국 등으로부터 박해를 받기도 하였다.
예수 그리스도 후기 성도 교회는 회복된 기독교를 표방하며 1830년 뉴욕주에서 조지프 스미스 2세와 6명의 설립등기인이 설립한 신흥 종교이다. 이 교회는 일부다처제 등과 같은 사안으로 미국 내에서 여러 갈등을 빚기도 하였으나, 현재는 이를 엄금하고 있다. 유타주 솔트레이크 시티에 본부가 있다.

### 오순절교회
오순절교회는 1914년 미국 아칸소 주에서 시작된 신흥 종교로서 개신교의 한 교파이다. 신에게서 직접 영감을 받는 “방언의 은사”와 같은 신비주의적인 체험을 중요시한다. 미국 내에서는 흑인 신자가 많은 교파이기도 하다. 대한민국에서는 순복음교회로 널리 알려져 있다.

### 현대 기독교의 동향

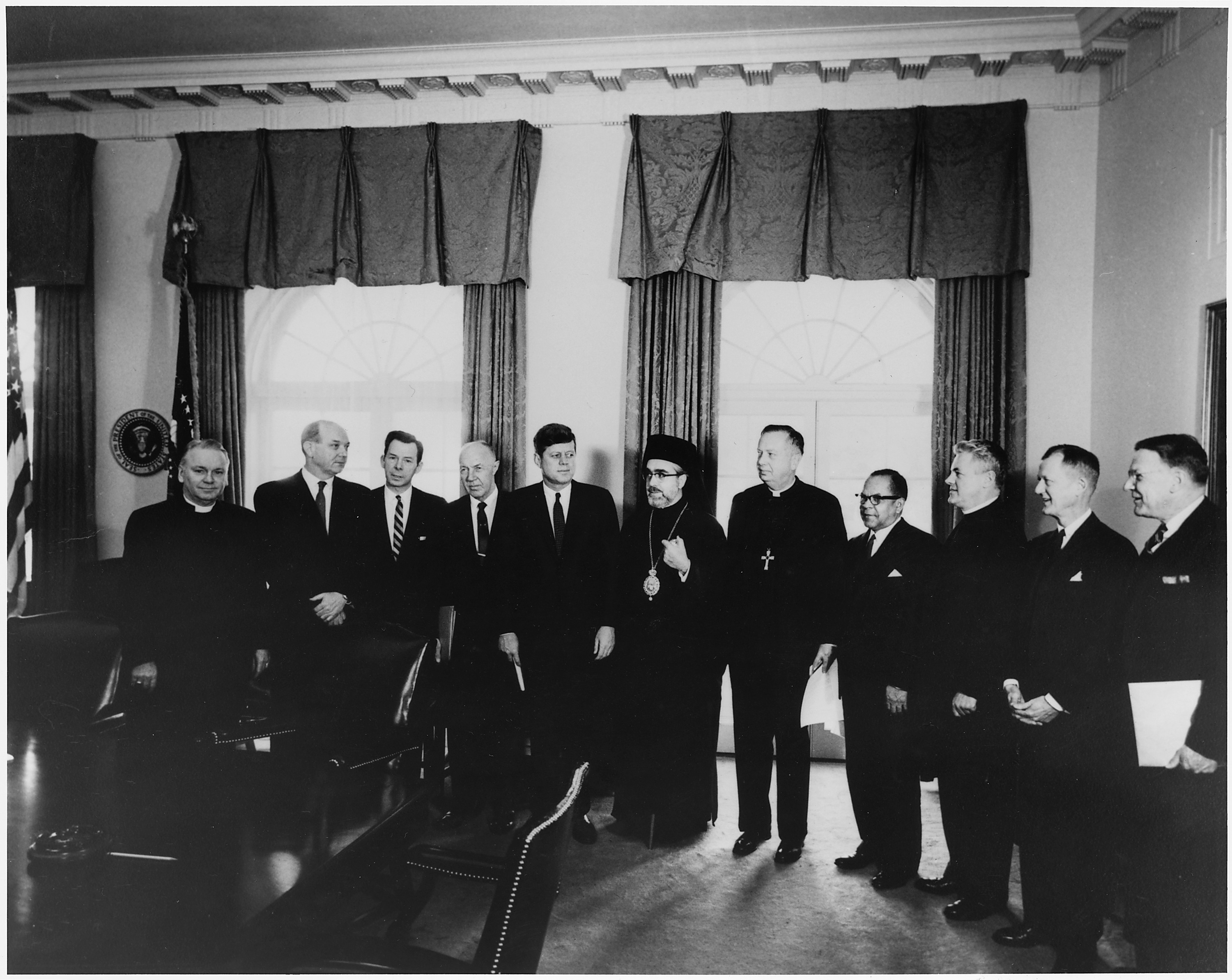
세계 교회 협의회 지도자들과 존 F. 케네디. 1962년 촬영

#### 신학의 변화
이성을 중시하던 계몽주의의 영향으로 자유주의 신학이 형성되었다. 19세기에 정점을 이룬 자유주의 신학은 역사적 예수를 중시하였고, 기적은 역사적으로 있었던 사건의 상징이라고 해석하였다. 대표적인 신학자로는 알버츠 슈바이쩌가 있다.
해방신학은 제2차 바티칸 공의회와 콜롬비아 메데진에서 열린 주교회의(메데진 회의) 후 라틴 아메리카에서 시작된 진보적인 신학운동이며, 로마 가톨릭 교회와 개신교 교회의 신학자들이 참여하였다. 이들은 라틴 아메리카에서 벌어지고 있는 군부 독재와 빈부 격차와 같은 현실의 문제를 적극적으로 해결하고자 하였다.
기독교 근본주의는 19세기 말 이후 미국의 보수적 복음주의 신학자들이 자유주의 신학에 반대하면서 주창한 기독교 신학사조를 말한다. 현대의 기독교 근본주의는 1970년대 이후 형성되었다. 이들은 성서를 문자적으로 해석할 것을 주장하며, 성서의 서술에 반하는 진화 이론이나, 여성주의 등을 반대하며, 정치적으로는 우파를 지지한다.

#### 에큐메니컬 운동
에큐메니컬 운동은 기독교의 각 교파들간의 다양성 존중과 일치를 주장하는 진보적 기독교 신학운동이다. 일부 기독교 진영은 세계 교회 협의회를 결성하고 기독교 교파간의 일치를 위한 사업을 하고 있다.

## 같이 보기
- 기독교 신학의 역사
- 기독교 신학

## 참고 문헌
- Cantor, Norman F. (1960). “The Crisis of Western Monasticism, 1050–1130”. 《The American Historical Review》 66 (1): 47–67. doi:10.2307/1845706. JSTOR 1845706.
- Stewart, Colomba (2017). 〈Monasticism〉.   Esler, Philip F. 《The Early Christian World》 1 seco판. Routledge. ISBN 978-1-03-219935-1.
- Helvétius, Anne-Marie; Kaplan, Michel (2008). 〈Asceticism and its institutions〉.   Noble, Thomas F. X.; Smith, Julia M. H. 《The Cambridge History of Christianity》 3. Cambridge University Press. ISBN 978-1-139-05422-5.
- Constable, Olivia Remie (2004). 《Housing the Stranger in the Mediterranean World: Lodging, Trade, and Travel in Late Antiquity and the Middle Ages》. Cambridge University Press. ISBN 978-1-139-44968-7.
- Ferzoco, George (2001). 〈The Changing face of Tradition: Monastic Education in the Middle Ages〉.   Ferzoco, George; Muessig, Carolyn. 《Medieval Monastic Education》. Bloomsbury. ISBN 978-1-4411-4340-2.
- Woods, Thomas Jr.; Canizares, Antonio (2012). 《How the Catholic Church Built Western Civilization》. Regnery. ISBN 978-1-59698-328-1.
- Matthews, Roy T.; Platt, F. DeWitt (1998). 《The Western Humanities》. Mayfield. ISBN 978-0-87484-785-7.
- Van Engen, John (1986). “The Christian Middle Ages as an Historiographical Problem”. 《The American Historical Review》 91 (3): 519–552. doi:10.2307/1869130. JSTOR 1869130.
- Herrin, Judith (2021). 《The Formation of Christendom》. Princeton University Press. ISBN 978-0-691-21921-9.
- Rosenwein, Barbara H. (2014). 《A Short History of the Middle Ages》 1 Four판. University of Toronto Press. ISBN 978-1-4426-0611-1.
- Markus, Robert Austin (1990). 《The End of Ancient Christianity》 illurat, reprint판. Cambridge: Cambridge University Press. ISBN 978-0-521-33949-0.
- Bonser, Wilfrid (1962). “The Cult of Relics in the Middle Ages”. 《Folklore》 73 (4): 234–56. JSTOR 1258503.
- Haight, Roger D. (2004). 《Christian Community in History》. 1: Historical Ecclesiology. New York: Continuum. ISBN 978-0-8264-1630-8.
- Phipps, W. E. (1988). “The origin of hospices/hospitals”. 《Death Studies》 12 (2): 91–99. doi:10.1080/07481188808252226. PMID 10302347.
- Crislip, Andrew Todd (2005). 《From Monastery to Hospital: Christian Monasticism & the Transformation of Health Care in Late Antiquity》. University of Michigan Press. ISBN 978-0-472-11474-0.
- Truran, Margaret (2000). 〈Benedictine Thought〉.   Hastings, Adrian; Mason, Alistair; Pyper, Hugh S. 《The Oxford Companion to Christian Thought》. Oxford University Press. ISBN 978-0-19-860024-4.
- Butler, Cuthbert (1919). 《Benedictine Monachism: Studies in Benedictine Life and Rule》. New York: Longmans, Green & Co. 3–8쪽.
- Dunn, Marilyn (2003). 《The Emergence of Monasticism: From the Desert Fathers to the Early Middle Ages》. John Wiley & Sons. ISBN 978-1-4051-0641-2. 2023년 8월 17일에 확인함.
- Hamilton, Bernard (2003). 《The Christian world of the Middle Ages》. Sutton. ISBN 978-0-7509-2405-4.